# 1998
Portal Geschichte | Portal Biografien | Aktuelle Ereignisse | Jahreskalender | Tagesartikel

◄ |
19. Jahrhundert |
20. Jahrhundert
| 21. Jahrhundert

◄ |
1960er |
1970er |
1980er |
1990er
| 2000er | 2010er | 2020er | ►

◄◄ |
◄ |
1994 |
1995 |
1996 |
1997 |
1998
| 1999 | 2000 | 2001 | 2002 | ► | ►►
 Jan.
| Feb.
| Mär.
| Apr.
| Mai
| Jun.
| Jul.
| Aug.
| Sep.
| Okt.
| Nov.
| Dez.
Staatsoberhäupter · Wahlen · Nekrolog  · Literaturjahr · Musikjahr · Filmjahr · Rundfunkjahr · Sportjahr
| Januar | Januar | Januar | Januar | Januar | Januar | Januar | Januar |
| Kw     | Mo     | Di     | Mi     | Do     | Fr     | Sa     | So     |
| ------ | ------ | ------ | ------ | ------ | ------ | ------ | ------ |
| 1      |        |        |        | 1      | 2      | 3      | 4      |
| 2      | 5      | 6      | 7      | 8      | 9      | 10     | 11     |
| 3      | 12     | 13     | 14     | 15     | 16     | 17     | 18     |
| 4      | 19     | 20     | 21     | 22     | 23     | 24     | 25     |
| 5      | 26     | 27     | 28     | 29     | 30     | 31     |        |

| Februar | Februar | Februar | Februar | Februar | Februar | Februar | Februar |
| Kw      | Mo      | Di      | Mi      | Do      | Fr      | Sa      | So      |
| ------- | ------- | ------- | ------- | ------- | ------- | ------- | ------- |
| 5       |         |         |         |         |         |         | 1       |
| 6       | 2       | 3       | 4       | 5       | 6       | 7       | 8       |
| 7       | 9       | 10      | 11      | 12      | 13      | 14      | 15      |
| 8       | 16      | 17      | 18      | 19      | 20      | 21      | 22      |
| 9       | 23      | 24      | 25      | 26      | 27      | 28      |         |

| März | März | März | März | März | März | März | März |
| Kw   | Mo   | Di   | Mi   | Do   | Fr   | Sa   | So   |
| ---- | ---- | ---- | ---- | ---- | ---- | ---- | ---- |
| 9    |      |      |      |      |      |      | 1    |
| 10   | 2    | 3    | 4    | 5    | 6    | 7    | 8    |
| 11   | 9    | 10   | 11   | 12   | 13   | 14   | 15   |
| 12   | 16   | 17   | 18   | 19   | 20   | 21   | 22   |
| 13   | 23   | 24   | 25   | 26   | 27   | 28   | 29   |
| 14   | 30   | 31   |      |      |      |      |      |

| April | April | April | April | April | April | April | April |
| Kw    | Mo    | Di    | Mi    | Do    | Fr    | Sa    | So    |
| ----- | ----- | ----- | ----- | ----- | ----- | ----- | ----- |
| 14    |       |       | 1     | 2     | 3     | 4     | 5     |
| 15    | 6     | 7     | 8     | 9     | 10    | 11    | 12    |
| 16    | 13    | 14    | 15    | 16    | 17    | 18    | 19    |
| 17    | 20    | 21    | 22    | 23    | 24    | 25    | 26    |
| 18    | 27    | 28    | 29    | 30    |       |       |       |

| Mai | Mai | Mai | Mai | Mai | Mai | Mai | Mai |
| Kw  | Mo  | Di  | Mi  | Do  | Fr  | Sa  | So  |
| --- | --- | --- | --- | --- | --- | --- | --- |
| 18  |     |     |     |     | 1   | 2   | 3   |
| 19  | 4   | 5   | 6   | 7   | 8   | 9   | 10  |
| 20  | 11  | 12  | 13  | 14  | 15  | 16  | 17  |
| 21  | 18  | 19  | 20  | 21  | 22  | 23  | 24  |
| 22  | 25  | 26  | 27  | 28  | 29  | 30  | 31  |

| Juni | Juni | Juni | Juni | Juni | Juni | Juni | Juni |
| Kw   | Mo   | Di   | Mi   | Do   | Fr   | Sa   | So   |
| ---- | ---- | ---- | ---- | ---- | ---- | ---- | ---- |
| 23   | 1    | 2    | 3    | 4    | 5    | 6    | 7    |
| 24   | 8    | 9    | 10   | 11   | 12   | 13   | 14   |
| 25   | 15   | 16   | 17   | 18   | 19   | 20   | 21   |
| 26   | 22   | 23   | 24   | 25   | 26   | 27   | 28   |
| 27   | 29   | 30   |      |      |      |      |      |

| Juli | Juli | Juli | Juli | Juli | Juli | Juli | Juli |
| Kw   | Mo   | Di   | Mi   | Do   | Fr   | Sa   | So   |
| ---- | ---- | ---- | ---- | ---- | ---- | ---- | ---- |
| 27   |      |      | 1    | 2    | 3    | 4    | 5    |
| 28   | 6    | 7    | 8    | 9    | 10   | 11   | 12   |
| 29   | 13   | 14   | 15   | 16   | 17   | 18   | 19   |
| 30   | 20   | 21   | 22   | 23   | 24   | 25   | 26   |
| 31   | 27   | 28   | 29   | 30   | 31   |      |      |

| August | August | August | August | August | August | August | August |
| Kw     | Mo     | Di     | Mi     | Do     | Fr     | Sa     | So     |
| ------ | ------ | ------ | ------ | ------ | ------ | ------ | ------ |
| 31     |        |        |        |        |        | 1      | 2      |
| 32     | 3      | 4      | 5      | 6      | 7      | 8      | 9      |
| 33     | 10     | 11     | 12     | 13     | 14     | 15     | 16     |
| 34     | 17     | 18     | 19     | 20     | 21     | 22     | 23     |
| 35     | 24     | 25     | 26     | 27     | 28     | 29     | 30     |
| 36     | 31     |        |        |        |        |        |        |

| September | September | September | September | September | September | September | September |
| Kw        | Mo        | Di        | Mi        | Do        | Fr        | Sa        | So        |
| --------- | --------- | --------- | --------- | --------- | --------- | --------- | --------- |
| 36        |           | 1         | 2         | 3         | 4         | 5         | 6         |
| 37        | 7         | 8         | 9         | 10        | 11        | 12        | 13        |
| 38        | 14        | 15        | 16        | 17        | 18        | 19        | 20        |
| 39        | 21        | 22        | 23        | 24        | 25        | 26        | 27        |
| 40        | 28        | 29        | 30        |           |           |           |           |

| Oktober | Oktober | Oktober | Oktober | Oktober | Oktober | Oktober | Oktober |
| Kw      | Mo      | Di      | Mi      | Do      | Fr      | Sa      | So      |
| ------- | ------- | ------- | ------- | ------- | ------- | ------- | ------- |
| 40      |         |         |         | 1       | 2       | 3       | 4       |
| 41      | 5       | 6       | 7       | 8       | 9       | 10      | 11      |
| 42      | 12      | 13      | 14      | 15      | 16      | 17      | 18      |
| 43      | 19      | 20      | 21      | 22      | 23      | 24      | 25      |
| 44      | 26      | 27      | 28      | 29      | 30      | 31      |         |

| November | November | November | November | November | November | November | November |
| Kw       | Mo       | Di       | Mi       | Do       | Fr       | Sa       | So       |
| -------- | -------- | -------- | -------- | -------- | -------- | -------- | -------- |
| 44       |          |          |          |          |          |          | 1        |
| 45       | 2        | 3        | 4        | 5        | 6        | 7        | 8        |
| 46       | 9        | 10       | 11       | 12       | 13       | 14       | 15       |
| 47       | 16       | 17       | 18       | 19       | 20       | 21       | 22       |
| 48       | 23       | 24       | 25       | 26       | 27       | 28       | 29       |
| 49       | 30       |          |          |          |          |          |          |

| Dezember | Dezember | Dezember | Dezember | Dezember | Dezember | Dezember | Dezember |
| Kw       | Mo       | Di       | Mi       | Do       | Fr       | Sa       | So       |
| -------- | -------- | -------- | -------- | -------- | -------- | -------- | -------- |
| 49       |          | 1        | 2        | 3        | 4        | 5        | 6        |
| 50       | 7        | 8        | 9        | 10       | 11       | 12       | 13       |
| 51       | 14       | 15       | 16       | 17       | 18       | 19       | 20       |
| 52       | 21       | 22       | 23       | 24       | 25       | 26       | 27       |
| 53       | 28       | 29       | 30       | 31       |          |          |          |

| Januar | Januar | Januar | Januar | Januar | Januar | Januar | Januar |
| Kw     | Mo     | Di     | Mi     | Do     | Fr     | Sa     | So     |
| ------ | ------ | ------ | ------ | ------ | ------ | ------ | ------ |
| 1      |        |        |        | 1      | 2      | 3      | 4      |
| 2      | 5      | 6      | 7      | 8      | 9      | 10     | 11     |
| 3      | 12     | 13     | 14     | 15     | 16     | 17     | 18     |
| 4      | 19     | 20     | 21     | 22     | 23     | 24     | 25     |
| 5      | 26     | 27     | 28     | 29     | 30     | 31     |        |

| Februar | Februar | Februar | Februar | Februar | Februar | Februar | Februar |
| Kw      | Mo      | Di      | Mi      | Do      | Fr      | Sa      | So      |
| ------- | ------- | ------- | ------- | ------- | ------- | ------- | ------- |
| 5       |         |         |         |         |         |         | 1       |
| 6       | 2       | 3       | 4       | 5       | 6       | 7       | 8       |
| 7       | 9       | 10      | 11      | 12      | 13      | 14      | 15      |
| 8       | 16      | 17      | 18      | 19      | 20      | 21      | 22      |
| 9       | 23      | 24      | 25      | 26      | 27      | 28      |         |

| März | März | März | März | März | März | März | März |
| Kw   | Mo   | Di   | Mi   | Do   | Fr   | Sa   | So   |
| ---- | ---- | ---- | ---- | ---- | ---- | ---- | ---- |
| 9    |      |      |      |      |      |      | 1    |
| 10   | 2    | 3    | 4    | 5    | 6    | 7    | 8    |
| 11   | 9    | 10   | 11   | 12   | 13   | 14   | 15   |
| 12   | 16   | 17   | 18   | 19   | 20   | 21   | 22   |
| 13   | 23   | 24   | 25   | 26   | 27   | 28   | 29   |
| 14   | 30   | 31   |      |      |      |      |      |

| April | April | April | April | April | April | April | April |
| Kw    | Mo    | Di    | Mi    | Do    | Fr    | Sa    | So    |
| ----- | ----- | ----- | ----- | ----- | ----- | ----- | ----- |
| 14    |       |       | 1     | 2     | 3     | 4     | 5     |
| 15    | 6     | 7     | 8     | 9     | 10    | 11    | 12    |
| 16    | 13    | 14    | 15    | 16    | 17    | 18    | 19    |
| 17    | 20    | 21    | 22    | 23    | 24    | 25    | 26    |
| 18    | 27    | 28    | 29    | 30    |       |       |       |

| Mai | Mai | Mai | Mai | Mai | Mai | Mai | Mai |
| Kw  | Mo  | Di  | Mi  | Do  | Fr  | Sa  | So  |
| --- | --- | --- | --- | --- | --- | --- | --- |
| 18  |     |     |     |     | 1   | 2   | 3   |
| 19  | 4   | 5   | 6   | 7   | 8   | 9   | 10  |
| 20  | 11  | 12  | 13  | 14  | 15  | 16  | 17  |
| 21  | 18  | 19  | 20  | 21  | 22  | 23  | 24  |
| 22  | 25  | 26  | 27  | 28  | 29  | 30  | 31  |

| Juni | Juni | Juni | Juni | Juni | Juni | Juni | Juni |
| Kw   | Mo   | Di   | Mi   | Do   | Fr   | Sa   | So   |
| ---- | ---- | ---- | ---- | ---- | ---- | ---- | ---- |
| 23   | 1    | 2    | 3    | 4    | 5    | 6    | 7    |
| 24   | 8    | 9    | 10   | 11   | 12   | 13   | 14   |
| 25   | 15   | 16   | 17   | 18   | 19   | 20   | 21   |
| 26   | 22   | 23   | 24   | 25   | 26   | 27   | 28   |
| 27   | 29   | 30   |      |      |      |      |      |

| Juli | Juli | Juli | Juli | Juli | Juli | Juli | Juli |
| Kw   | Mo   | Di   | Mi   | Do   | Fr   | Sa   | So   |
| ---- | ---- | ---- | ---- | ---- | ---- | ---- | ---- |
| 27   |      |      | 1    | 2    | 3    | 4    | 5    |
| 28   | 6    | 7    | 8    | 9    | 10   | 11   | 12   |
| 29   | 13   | 14   | 15   | 16   | 17   | 18   | 19   |
| 30   | 20   | 21   | 22   | 23   | 24   | 25   | 26   |
| 31   | 27   | 28   | 29   | 30   | 31   |      |      |

| August | August | August | August | August | August | August | August |
| Kw     | Mo     | Di     | Mi     | Do     | Fr     | Sa     | So     |
| ------ | ------ | ------ | ------ | ------ | ------ | ------ | ------ |
| 31     |        |        |        |        |        | 1      | 2      |
| 32     | 3      | 4      | 5      | 6      | 7      | 8      | 9      |
| 33     | 10     | 11     | 12     | 13     | 14     | 15     | 16     |
| 34     | 17     | 18     | 19     | 20     | 21     | 22     | 23     |
| 35     | 24     | 25     | 26     | 27     | 28     | 29     | 30     |
| 36     | 31     |        |        |        |        |        |        |

| September | September | September | September | September | September | September | September |
| Kw        | Mo        | Di        | Mi        | Do        | Fr        | Sa        | So        |
| --------- | --------- | --------- | --------- | --------- | --------- | --------- | --------- |
| 36        |           | 1         | 2         | 3         | 4         | 5         | 6         |
| 37        | 7         | 8         | 9         | 10        | 11        | 12        | 13        |
| 38        | 14        | 15        | 16        | 17        | 18        | 19        | 20        |
| 39        | 21        | 22        | 23        | 24        | 25        | 26        | 27        |
| 40        | 28        | 29        | 30        |           |           |           |           |

| Oktober | Oktober | Oktober | Oktober | Oktober | Oktober | Oktober | Oktober |
| Kw      | Mo      | Di      | Mi      | Do      | Fr      | Sa      | So      |
| ------- | ------- | ------- | ------- | ------- | ------- | ------- | ------- |
| 40      |         |         |         | 1       | 2       | 3       | 4       |
| 41      | 5       | 6       | 7       | 8       | 9       | 10      | 11      |
| 42      | 12      | 13      | 14      | 15      | 16      | 17      | 18      |
| 43      | 19      | 20      | 21      | 22      | 23      | 24      | 25      |
| 44      | 26      | 27      | 28      | 29      | 30      | 31      |         |

| November | November | November | November | November | November | November | November |
| Kw       | Mo       | Di       | Mi       | Do       | Fr       | Sa       | So       |
| -------- | -------- | -------- | -------- | -------- | -------- | -------- | -------- |
| 44       |          |          |          |          |          |          | 1        |
| 45       | 2        | 3        | 4        | 5        | 6        | 7        | 8        |
| 46       | 9        | 10       | 11       | 12       | 13       | 14       | 15       |
| 47       | 16       | 17       | 18       | 19       | 20       | 21       | 22       |
| 48       | 23       | 24       | 25       | 26       | 27       | 28       | 29       |
| 49       | 30       |          |          |          |          |          |          |

| Dezember | Dezember | Dezember | Dezember | Dezember | Dezember | Dezember | Dezember |
| Kw       | Mo       | Di       | Mi       | Do       | Fr       | Sa       | So       |
| -------- | -------- | -------- | -------- | -------- | -------- | -------- | -------- |
| 49       |          | 1        | 2        | 3        | 4        | 5        | 6        |
| 50       | 7        | 8        | 9        | 10       | 11       | 12       | 13       |
| 51       | 14       | 15       | 16       | 17       | 18       | 19       | 20       |
| 52       | 21       | 22       | 23       | 24       | 25       | 26       | 27       |
| 53       | 28       | 29       | 30       | 31       |          |          |          |

## Jahreswidmungen
- Das Schweinsohr (Gomphus clavatus) ist Pilz des Jahres. (Deutsche Gesellschaft für Mykologie)
- Die Feldlerche (Alauda arvensis) ist Vogel des Jahres. (NABU/Deutschland)
- Die Wildbirne (Pyrus communis) ist Baum des Jahres. (Kuratorium Baum des Jahres/Deutschland)
- Die Sumpf-Stendelwurz (Epipactis palustris) ist Orchidee des Jahres. (Arbeitskreis Heimische Orchideen/Deutschland)
- Salbei ist Heilpflanze des Jahres. (Verband der Heilkräuterfreunde Deutschlands e. V.)
- Die Unke (Bombina) ist Tier des Jahres. (Schutzgemeinschaft Deutsches Wild)
- Der Strömer (Leuciscus souffia agassizi) ist der Fisch des Jahres. (Verband Deutscher Sportfischer e. V.)
- Die Weiße gehörnte Heidschnucke und der Altdeutsche Hütehund sind Haustiere des Jahres. (GEH)

## Ereignisse

### Politik und Weltgeschehen

#### Januar
- 01. Januar: Flavio Cotti wird erneut Bundespräsident der Schweiz.
- 01. Januar: Deutschland. Der Beschluss über die Abschaffung der Gewerbekapitalsteuer tritt in Kraft.
- 01. Januar: Deutschland. Der Solidaritätszuschlag wird von 7,5 auf 5,5 % gesenkt.
- 01. Januar: Honduras. Carlos Roberto Flores Facussé tritt sein Amt als Staats- und Regierungschef an.
- 01. Januar: Malediven. Die neue Verfassung tritt in Kraft.
- 01. Januar: Kooperationsabkommen zwischen Mazedonien und der EU
- 02. Januar: Ausbruch der Vogelgrippe H5N1 in Hongkong
- 04. Januar: Israel. Außenminister David Levy tritt zurück.
- 04. Januar: Valdas Adamkus wird Staatspräsident in Litauen.
- 07. Januar: Ottawa, Kanada. Der Rechtsanspruch der Ureinwohner auf das von ihnen bereits vor der Ankunft der Europäer besiedelte Land wird vom Obersten Gericht bestätigt.
- 11. Januar: Kuba. Direktwahlen zur Nationalversammlung
- 16. Januar: Die Präsidenten der USA, Estlands, Lettlands und Litauens unterzeichnen die „US-Baltic Charter of Partnership“.
- 16. Januar: Der Bundestag genehmigt den Lauschangriff.
- 17. Januar: Die Webseite Drudge Report spekuliert über eine Affäre im Weißen Haus, in die US-Präsident Bill Clinton verwickelt sein soll. Als die Washington Post vier Tage später das Thema aufgreift, entwickelt sich die Lewinsky-Affäre.
- 21. Januar: Papst Johannes Paul II. besucht Kuba.

#### Februar
- 01. Februar: Costa Rica. Miguel Anguel Rodriguez Echeverría wird Staats- und Regierungschef
- 01. Februar: Litauen. Assoziierungsvertrag mit der EU

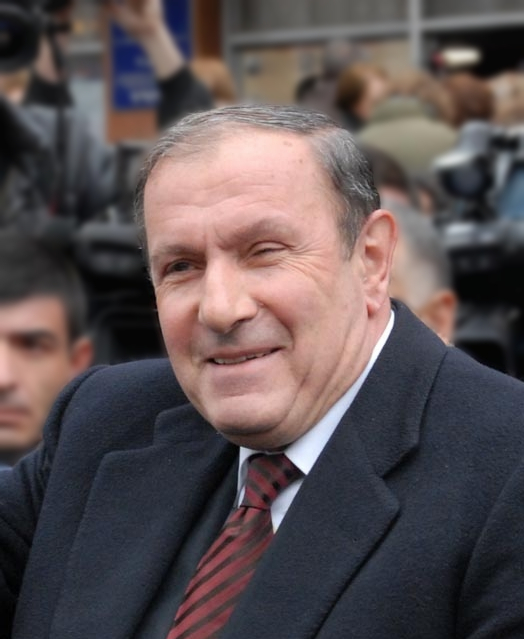
Lewon Hakobi Ter-Petrosjan

- 03. Februar: Armenien. Staatspräsident Lewon Ter-Petrosjan tritt zurück
- 05. Februar: Deutschland. Bundespräsident Roman Herzog auf Staatsbesuch in der Ukraine
- 06. Februar: Korsika, Frankreich. Der Präfekt Claude Erignac wird auf der Straße erschossen
- 08. Februar: Ein Volksentscheid in Bayern bewirkt die Streichung des Passus zur Todesstrafe aus der bayerischen Landesverfassung.
- 09. Februar: Georgien. Zweites Attentat auf Eduard Schewardnadse
- 16. Februar: In Indien beginnt die Parlamentswahl, die sich über mehrere Tage bis zum 7. März hinzieht.
- 10. Februar: Die Todesstrafe in Aserbaidschan wird abgeschafft.
- 17. Februar: Das Bundesverfassungsgericht verschafft in seinem 10. Rundfunk-Urteil Fernsehsendern ein unentgeltliches Kurzberichterstattungsrecht, um einem Informationsmonopol vorzubeugen.
- 24. Februar: Laos. Khamtay Siphandone wird Staatspräsident
- 28. Februar: Eskalation der Lage im Kosovo

#### März
- 01. März: Kooperationsabkommen zwischen Tunesien und der EU
- 01. März: Das Partnerschafts- und Kooperationsabkommen zwischen Deutschland und der Ukraine tritt in Kraft

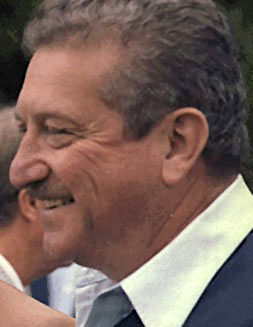
Ezer Weizman 1978 in Camp David

- 04. März: Israel. Staatspräsident Ezer Weizmann wird in seinem Amt bestätigt
- 10. März: Chile. General Augusto Pinochet Ugarte legt sein Amt als Oberkommandierender des Heeres nieder
- 10. März: Indonesien. Hadji Mohamed Suharto wird zum sechsten Mal als Staats- und Regierungschef bestätigt
- 11. März: Dänemark. Ministerpräsident Poul Nyrup Rasmussen wird in seinem Amt bestätigt
- 15. März: Sofia, Bulgarien. Besuch von Papst Johannes Paul II.
- 17. März: Volksrepublik China. Zhu Rongji wird Ministerpräsident. Staatspräsident Jiang Zemin wird in seinem Amt bestätigt
- 17. März: Der Ausnahmezustand in Sambia wird aufgehoben
- 18. März: Veröffentlichung von Windows 98.
- 19. März: Indien. Atal Bihari Vajpayee wird Premierminister
- 23. März: In Russland entlässt Präsident Boris Jelzin überraschend den langjährigen Ministerpräsidenten Wiktor Tschernomyrdin sowie das gesamte Kabinett. Geschäftsführender Ministerpräsident wird Energieminister Sergej Kirijenko.
- 25. März: Argentinien. Aufhebung der Amnestiegesetze von 1987
- 25. März: Kirgisistan. Kubanischbek Schumalijew wird neuer Regierungschef
- 30. März: Rückkehr von Prinz Ranariddh aus dem Exil nach Kambodscha
- 31. März: Beginn der Verhandlungen über Estlands EU-Beitritt
- 31. März: Die Bayerische Grenzpolizei geht in der Bayerischen Staatlichen Polizei auf.

#### April
- 01. April: Bolivien, Ecuador, Kolumbien, Peru und Venezuela unterzeichnen einen Vertrag zur besseren Zusammenarbeit und Drogenbekämpfung
- 01. April: Botswana. Staatspräsident Quett Ketumile Joni Masire tritt im Alter von 72 Jahren zurück. Neuer Staatspräsident wird Festus Gontobanye Mogae
- 09. April: Armenien. Robert Kotscharjan wird Staatspräsident
- 10. April: Friedensabkommen für Nordirland („Karfreitagsabkommen“, englisch Good Friday Agreement)
- 15. April: Tod von Pol Pot in Kambodscha
- 18. April: Volksrepublik China. Regimekritiker Wang Dan wird aus gesundheitlichen Gründen vorzeitig aus der Haft entlassen
- 18. April: Großbritannien schließt ein Friedensabkommen mit der IRA
- 19. April: Thomas Klestil wird im Amt als Bundespräsident in Österreich bestätigt
- 20. April: Auflösung der Rote Armee Fraktion
- 22. April: Konkordat zwischen dem Heiligen Stuhl und Sachsen-Anhalt
- 23. April: Belgien. Ausbruch des mutmaßlichen Kindermörders Marc Dutroux aus dem Gefängnis
- 24. April: Ruanda. 22 Todesurteile werden öffentlich vollstreckt
- 24. April: Moskau: Die russische Staatsduma bestätigt den von Präsident Boris Jelzin vorgeschlagenen 35-jährigen Sergej Kirijenko in geheimer Abstimmung als Ministerpräsidenten, nachdem er zuvor zweimal abgelehnt worden war.
- 26. April: Guatemala-Stadt, Guatemala. Bischof Juan Gerardi wird ermordet
- 29. April: Das Kyoto-Protokoll über Klimaänderungen wird von 20 weiteren Staaten sowie der Europäischen Union unterzeichnet; insgesamt sind es damit 34 Unterzeichner, darunter Deutschland, Österreich und die Schweiz

#### Mai
- 02. Mai: Die Staats- und Regierungschefs der Europäischen Union beschließen in Brüssel die Einführung des Euro.[1]
- 04. Mai: Armenien. Außenminister Wartan Oskanjan besucht Deutschland
- 04. Mai: Alois Estermann wird zum Kommandanten der Schweizergarde gekürt und zehn Stunden später ermordet
- 07. Mai: Referendum über die Einrichtung einer Greater London Authority
- 09. Mai: Algier, Algerien. Explosion einer Bombe in einem Café. 17 Verletzte
- 11. Mai: Indien. Unterirdische Atomtests
- 12. Mai: Grenzstreit zwischen Eritrea und Äthiopien
- 13. Mai: Indien: Unterirdische Atomtests
- 15. Mai: Benin. Staatspräsident Mathieu Kérékou übernimmt auch den Posten des Regierungschefs
- 21. Mai: Indonesien Rücktritt des Präsidenten Suharto
- 22. Mai: Belfast: Referendum in Nordirland zum Karfreitagsabkommen
- 22. Mai: Dublin: Referendum in der Republik Irland zum Karfreitagsabkommen
- 22. Mai: Algerien. Bombenanschlag in El-Harrach. 15 Tote
- 24. Mai: Parlamentswahlen in Senegal
- 26. Mai: Rahmenabkommen zwischen Deutschland und Kolumbien über technische Zusammenarbeit

#### Juni
- 03. Juni: Gründung von Attac

Logo von Attac Deutschland

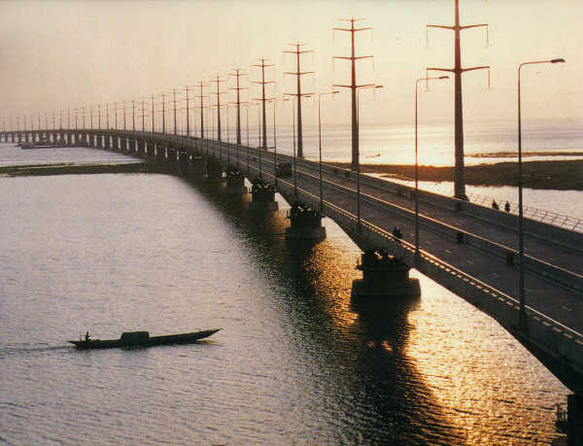
Bangabandhu-Brücke über die Jamuna

- 3. Juni: Eisenbahnunfall von Eschede
- 05. Juni: Beiderseitige Luftangriffe zwischen Eritrea und Äthiopien
- 06. Juni: Burundi. Beginn der Übergangsverfassung
- 08. Juni: Nigeria. Entlassung aller politischen Gefangenen
- 12. Juni: Burundi. Pierre Buyoya wird Staatspräsident der Übergangsregierung
- 15. Juni: Bosnien und Herzegowina. Der Sicherheitsrat der Vereinten Nationen verlängert das Mandat der Friedenstruppe SFOR
- 15. Juni: Kooperationsabkommen zwischen Bahrain und der EU
- 15. Juni: Burundi. Erste Friedensgespräche mit Tansania
- 21. Juni: Gnassingbé Eyadéma wird als Staatspräsident in Togo in seinem Amt bestätigt
- 21. Juni: Burundi. Waffenstillstandsvertrag mit den Hutu-Rebellen
- 22. Juni: Bosnien und Herzegowina. Die „Konvertibilna Marka“ ersetzt alle drei bestehenden Währungen
- 23. Juni: Die neu erbaute Bangabandhu-Brücke wird in Bangladesch für den Eisenbahn- und Autoverkehr freigegeben.
- 25. Juni: Volksrepublik China. US-Präsident Bill Clinton trifft zu einem mehrtägigen Besuch in Peking ein
- 25. Juni: Großbritannien. Wahlen in Nordirland
- 29. Juni: Dänemark. Ein verschärftes Ausländergesetz tritt in Kraft
- 30. Juni: Erstmals Kommunalwahlen in Mosambik

#### Juli
- 01. Juli: Deutschland. Änderungen im Eheschließungsrecht treten in Kraft

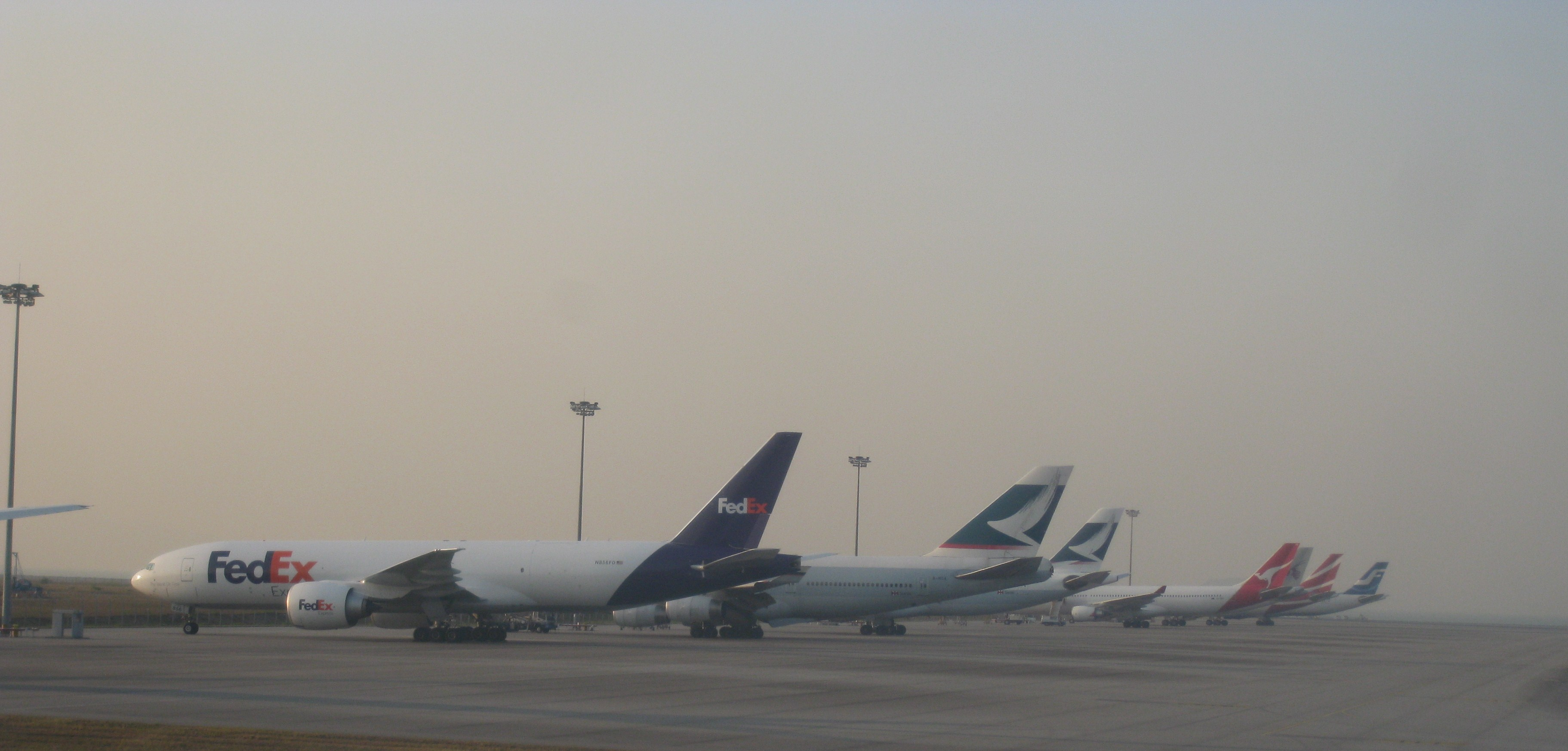
Mehrere Maschinen am neuen Hong Kong International Airport

- 06. Juli: Der auf der Insel Chek Lap Kok neu erbaute Hong Kong International Airport nimmt seinen Betrieb auf und ersetzt den Flughafen Kai Tak.
- 08. Juli: Viktor Orbán wird Ministerpräsident in Ungarn
- 12. Juli: Jamil Mahuad wird Staatspräsident in Ecuador
- 17. Juli: Irak und Syrien schließen einen Vertrag über eine neue Erdölleitung
- 21. Juli: Alan Shepard, der erste Amerikaner im All, stirbt
- 22. Juli: Iran testet erfolgreich eine Mittelstreckenrakete. Reichweite etwa 1.300 km
- 25. Juli: Wladimir Putin wird zum Direktor des FSB ernannt.
- 26. Juli: Erste eigene Nationalwahlen in Kambodscha
- 27. Juli: Deutschland und Armenien unterzeichnen ein Abkommen über finanzielle Zusammenarbeit
- 30. Juli: Japan. Der bisherige Außenminister Keizō Obuchi wird neuer Regierungschef
- 31. Juli: Volksrepublik China. Pekings ehemaliger Bürgermeister Chen Xitong wird wegen Korruption (2,2 Milliarden USD) zu 16 Jahren Haft verurteilt

#### August
- 02. August: Einmarsch militärischer Truppen aus Ruanda und Uganda in die Demokratische Republik Kongo
- 03. August: Waffenstillstandsvertrag zwischen Eritrea und Äthiopien
- 07. August: Bombenanschlag auf die US-Botschaften in Daressalam, Tansania mit zehn Toten, sowie in Nairobi, Kenia mit 253 Toten, über 5.000 Verletzten
- 08. August: Iran. Die iranischen Diplomaten in Afghanistan werden ermordet
- 10. August: Ecuador. Jamil Mahuad wird Staatspräsident
- 12. August: Bhutan. König Jigme Singye Wangchuck bestimmt, dass die Regierung nicht mehr von ihm ernannt, sondern gewählt wird
- 17. August: Russland erklärt den Staatsbankrott.
- 20. August: Operation Infinite Reach: Als Vergeltung für die Bombenanschläge auf die US-Botschaften in Kenia und Tansania greift die US-Luftwaffe überraschend Ziele in Afghanistan und Sudan an. Mit von Kriegsschiffen abgefeuerten Marschflugkörpern wird auch die Asch-Schifa-Arzneimittelfabrik im sudanesischen al-Chartum Bahri zerstört.
- 23. August: Moskau: Überraschend entlässt der russische Präsident Boris Jelzin Ministerpräsident Sergei Kirijenko nach nur fünfmonatiger Amtszeit.
- 25. August: Freigabe der neuen Weserbrücke des Mittellandkanals in Minden für den Schiffsverkehr
- 28. August: Belize. Said Wilbert Musa wird Premierminister
- 31. August: Algier, Algerien. Bombenanschlag. 19 Tote, 60 Verletzte

#### September
- 02. September: Flugzeugabsturz vor Peggy’s Cove, Nova Scotia des Swissair-Flug 111 mit 229 Toten.
- 02. September: Arusha, Tansania. Mit dem Akayesu-Urteil des Internationalen Strafgerichtshofs für Ruanda erfolgt erstmals in der Rechtsgeschichte eine Verurteilung auf der Basis der 1948 beschlossenen Konvention über die Verhütung und Bestrafung des Völkermordes.
- 04. September: Unterzeichnung des Wye II-Abkommens in Scharm asch-Schaich, Ägypten
- 04. September Gründung von Google Inc. in Menlo Park, California, durch Stanford University Ph.D.-Kandidaten Larry Page and Sergey Brin.
- 11. September: Bucheon: Eine Gasverkaufstelle hatte einen schweren Gasunfall.
- 18. September: Algerien. Bombenanschlag in Tiaret. 22 Tote, 30 Verletzte
- 20. September: Parlamentswahlen in Schweden
- 25. September: Mikuláš Dzurinda wird Ministerpräsident in der Slowakei
- 27. September: Wahlen zum 14. Bundestag der Bundesrepublik Deutschland führen zum Ende der 16 Jahre andauernden „Ära Kohl“, Gerhard Schröder wird einen Monat später Bundeskanzler in einer Koalition von SPD und den Grünen. Die letztgenannten sind damit erstmals an der Bundesregierung beteiligt.
- 28. September: Albanien. Regierungschef Fatos Nano tritt zurück
- 29. September: Albanien. Pandeli Majko wird neuer Regierungschef

#### Oktober

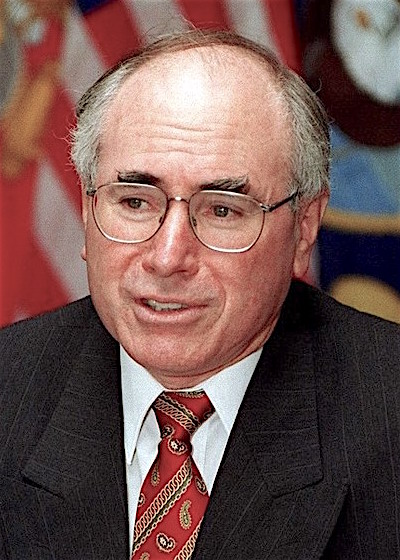
John Winston Howard im Jahr 1997

- 03. Oktober: In Australien wird Premierminister John Winston Howard in seinem Amt bei den Parlamentswahlen bestätigt.
- 04. Oktober: Fernando Henrique Cardoso wird zum zweiten Mal Präsident von Brasilien.
- 06. Oktober: Vernon Shaw wird Staatspräsident Dominicas.
- 06. Oktober: Der britische Premierminister Tony Blair besucht die Volksrepublik China.
- 09. Oktober: Ariel Scharon wird neuer israelischer Außenminister.
- 09. Oktober: Der italienische Ministerpräsident Romano Prodi tritt zurück.
- 11. Oktober: Bei den Präsidentschaftswahlen in Aserbaidschan wird Heydər Əliyev wieder als Präsident gewählt.
- 11. Oktober: Bei der Verleihung des Friedenspreises des Deutschen Buchhandels löst Preisträger Martin Walser mit seiner Rede in der Frankfurter Paulskirche die Walser-Bubis-Kontroverse aus.
- 15. Oktober: Kirgisistan wird Mitglied der Welthandelsorganisation (WTO)
- 16. Oktober: Der ehemalige Diktator Chiles Augusto Pinochet Ugarte wird in London unter Hausarrest gestellt
- 16. Oktober: auf den Malediven wird Staatspräsident Maumoon Abdul Gayoom für fünf Jahre wiedergewählt
- 17. Oktober: In Kirgisistan gibt es ein Referendum zur Einführung des Privateigentums an Grund und Boden.
- 18. Oktober: Parlamentswahlen in Mazedonien
- 21. Oktober: Massimo D’Alema wird neuer Regierungschef in Italien.
- 26. Oktober: Wolfgang Thierse wird zum deutschen Bundestagspräsidenten gewählt.
- 27. Oktober: Gerhard Schröder wird zum deutschen Bundeskanzler gewählt.
- 28. Oktober: Das oberste Zivilgericht in London hebt den Haftbefehl gegen Augusto Pinochet Ugarte auf.

#### November
- 08. November: In einem Referendum in Neukaledonien wird das einige Monate zuvor unterzeichnete Abkommen von Nouméa durch die Wähler befürwortet.
- 10. November: Estland. Polen. Slowenien. Tschechien. Ungarn. Beginn der Beitrittsverhandlungen mit der EU
- 15. November: Burkina Faso. Blaise Compaoré wird zum zweiten Mal als Staatspräsident gewählt
- 21. November: Iran. Die iranischen Oppositionellen Dariush und Parwaneh Forouhar werden in Teheran ermordet
- 23. November: Volksrepublik China. Staats- und Parteichef Jiang Zemin und Präsident Boris Jelzin, Russland, unterzeichnen in Moskau, Russland das Grenzabkommen über den gesamten Grenzverlauf zwischen den beiden Staaten
- 24. November: Émile Lahoud wird Staatspräsident des Libanon
- 24. November: Sailele Tuilaʻepa Malielegaoi wird Premierminister in Samoa
- 25. November: Das oberste Zivilgericht in London, Großbritannien, nimmt die Aufhebung des Haftbefehls gegen Augusto Pinochet Ugarte zurück
- 26. November: Irland. Tony Blair hält eine Rede vor dem irischen Parlament und ist somit der erste britische Premierminister seit der Gründung der Republik Irland, der eine Rede vor dem Parlament halten darf
- 29. November: Volksrepublik China. Besuch des Staats- und Parteichef Jiang Zemin in Japan. Dies ist gleichzeitig der erste Besuch eines chinesischen Staatspräsidenten in Japan
- 30. November: Amtsantritt von Hun Sen als Regierungschef von Kambodscha
- 30. November: Parlamentswahlen in Syrien

#### Dezember
- 01. Dezember: Albanien. Die erste demokratische Verfassung tritt in Kraft
- 05. Dezember: Bei der Wahl des Legislativ-Yuans der Republik China (Taiwan) kann die Kuomintang ihre Regierungsmehrheit behaupten.
- 06. Dezember: El Hadi Omar Bongo Ondimba wird nach demokratischen Wahlen erneut Staatspräsident von Gabun
- 06. Dezember: In Venezuela gewinnt Hugo Chávez die Präsidentschaftswahlen mit einer Antikorruptions- und Antiarmutskampagne, die ihm 56 Prozent der Wählerstimmen einbringt.
- 07. Dezember: das Bündnis für Arbeit, Ausbildung und Wettbewerbsfähigkeit traf sich zum ersten Mal.
- 10. Dezember: Bulgarien. Abschaffung der Todesstrafe
- 14. Dezember: Guinea. Staatspräsident Lansana Conté wird in seinem Amt bestätigt
- 15. Dezember: Algerien. Smail Hamdani wird Ministerpräsident
- 16. bis 18. Dezember: amerikanisch-britische Luftangriffe gegen den Irak („Operation Desert Fox“)
- 17. Dezember: Das oberste Zivilgericht in London, Großbritannien, nimmt den Beschluss gegen die Aufhebung des Haftbefehls gegen Augusto Pinochet Ugarte wieder zurück
- 18. Dezember: Guinea. Wiederwahl von Lansana Conté als Staatspräsident
- 20. Dezember: Volksrepublik China. Der Regimekritiker Liu Nianchun wird vorzeitig aus der Haft entlassen und in die USA abgeschoben
- 25. Dezember: Kambodscha. Khieu Samphan und Nuon Chea, zwei ehemalige Führer der Khmer Rouge (Roten Khmer), ergeben sich
- 26. Dezember: Angola. Ein Flugzeug der Vereinten Nationen wird von der UNITA beschossen und stürzt ab. 14 Tote
- 31. Dezember: Bulgarien. Der IWF gewährt einen neuen Kredit in Höhe von 1,6 Mrd. USD
- 31. Dezember: Tel Aviv, Israel. Die amerikanische Botschaft wird wegen Bombendrohung geräumt

### Wirtschaft
Das Volumen der 1998 weltweit angekündigten Mergers & Acquisitions betrug rund 2,5 Billionen US-Dollar, was eine Steigerung von 55 Prozent im Vergleich zum Vorjahr bedeutet. Vollzogen wurden etwa 20.670 Transaktionen mit einem Gesamtvolumen von 2,1 Billionen US-Dollar. Der am 27. November angekündigte Zusammenschluss von Exxon und Mobil zu ExxonMobil war mit einem angekündigten Volumen von 86 Mrd. US-Dollar der Spitzenreiter.
- 20. Januar: Der mutmaßlich witterungsbedingte Ausfall einer alten Stromleitung beschwört in der Folgezeit eine Stromkrise in der Innenstadt von Auckland herauf. Erst nach fünf Wochen ist dort die komplette Versorgung mit elektrischer Energie provisorisch wiederhergestellt.
- 26. Januar: Der US-amerikanische Computer-Hersteller Digital Equipment Corporation (DEC) wird vom Konkurrenten Compaq gekauft.
- 5. März: Das Gesetz zur Kontrolle und Transparenz im Unternehmensbereich gestattet deutschen Aktiengesellschaften den ihnen bislang unerlaubten Erwerb eigener Aktien unter bestimmten Bedingungen.
- 1. April: Deutschland. Fusion der Stahlkonzerne Thyssen und Krupp-Hoesch
- 22. April: Luxemburg regelt durch Gesetz die Errichtung der Zentralbank von Luxemburg
- 7. Mai: London, Großbritannien. Bekanntmachung der geplanten Fusion von Chrysler Corporation und Daimler-Benz AG
- 22. Mai: In Lissabon wird die Expo 98 eröffnet, die erste Weltausstellung in Portugal. Ihr Themenschwerpunkt sind die Ozeane.
- 1. Juni: Die Europäische Zentralbank wird als Rechtsnachfolgerin des Europäischen Währungsinstituts gegründet. Unter ihrem Präsidenten Wim Duisenberg bereitet sie die dritte und letzte Stufe der Europäischen Währungsunion, die Einführung des Euro als Gemeinschaftswährung, vor.
- 11. August: Die American Oil Company (Amoco) gibt ihre Fusion mit British Petroleum (BP) bekannt.
- 31. August: Bosnien und Herzegowina. Der deutsche VW-Konzern eröffnet wieder sein Werk in Sarajevo
- 1. September: Die neue Bayerische Hypo- und Vereinsbank entsteht durch die Fusion der Bayerischen Hypotheken- und Wechselbank mit der Bayerischen Vereinsbank.
- 18. September: Die Aktionäre der Daimler-Benz AG und Chrysler Corporation stimmen auf ihrer jeweiligen Hauptversammlung mehrheitlich der Fusion der Unternehmen zur DaimlerChrysler AG zu.
- Oktober: Smart beginnt mit dem Verkauf ihres ersten Autos, dem smart city-coupé.
- 8. Oktober: Der Flughafen Oslo-Gardermoen wird eröffnet und zählt zu den modernsten Airports in Europa.
- Posterijen, Telegrafie en Telefonie, das staatliche Post- und Telekommunikationsunternehmen der Niederlande wird als KPN NV privatisiert.
- Zusammenschluss von Exxon und Mobil Oil
- Entstehung des Unternehmens Citigroup durch die Fusion der Citicorp und der Travelers Group
- Das japanische Unternehmen Daihatsu wird vom japanischen Unternehmen Toyota übernommen
- Erstmaliges Stattfinden der Jobparade
- Gründung des Center for Digital Technology and Management der LMU/TU München
- Das italienische Unternehmen Assicurazioni Generali übernimmt die Mehrheit am deutschen Versicherungsunternehmen Aachener und Münchener.

### Wissenschaft und Technik
- 29. Januar: Kanada, Japan, Russland, die USA sowie die Mitgliedsstaaten der europäischen ESA schließen den Vertrag über den Bau der internationalen Raumstation ISS ab.
- 24. März: Erste computergestützte Knochensegmentnavigation, durchgeführt am Klinikum der Universität Regensburg
- 29. März: In Lissabon wird die Ponte Vasco da Gama für den Straßenverkehr freigegeben. Das Bauwerk überspannt den Fluss Tejo und ist mit über 17 Kilometern Länge die längste Brücke Europas.
- 5. April: Japan. Die längste Hängebrücke mit 3.911 m wird eröffnet.
- 25. Juni: Microsoft veröffentlicht Windows 98 (Erste Ausgabe).
- 4. Juli: Japan. Die erste Raumsonde Japans wird Richtung Mars geschickt.
- 26. September: Entdeckung des erdnahen Asteroiden Itokawa
- 31. Dezember: Um Mitternacht stellt die deutsche Küstenfunkstelle Norddeich Radio ihren Betrieb ein.
- Eine neue Art der Gattung Archboldomys, die Palanan-Spitzmausratte, wird beschrieben.
- Der Apple iMac kommt auf den Markt.
- Der Arzneistoff Viagra (Sildenafil) kommt auf den Markt.

### Gesellschaft
- 4. Mai: In Deutschland wird das Kranzgeld, ein zivilrechtlicher Entschädigungsanspruch von Frauen, im Hinblick auf geänderte Moralvorstellungen nach 98 Jahren abgeschafft.
- 15. September: Brüssel, Belgien. Die Europäische Kommission gibt die Potenzpille Viagra frei.
- 10. Dezember: In Südafrika gründeten Zackie Achmat und weitere Personen die Treatment Action Campaign.
- In Freiburg im Breisgau findet unter dem Motto „Lesben und Lesben lassen“ das Lesben-Frühlings-Treffen statt.
- Mit dem ersten DNA-Massentest in Deutschland wird der mehrfache Mädchenmörder Ronny Rieken überführt.

### Kultur
- 6. Januar: Unbekannte sägen der Skulptur Kleine Meerjungfrau im Kopenhagener Hafen ein zweites Mal den Kopf ab. Der erste Vandalismus dieser Art datiert aus dem Jahr 1964.
- 13. Februar: Das Canberra Museum and Gallery wird eröffnet.
- 10. März: Kulturabkommen zwischen Deutschland und Südafrika. In Kraft seit dem 10. Januar 2000.
- 6. Juni: Am ersten „Sozialen Tag“ von Schüler Helfen Leben tauschen 35.000 Schülerinnen und Schüler in Schleswig-Holstein ihre Schulbank gegen einen bezahlten Job und spenden fast eine Million Euro für mildtätige Zwecke.
- 1. August: In den deutschsprachigen Ländern tritt die Reform der deutschen Rechtschreibung von 1996 in Kraft.
- Das Fahrradverleihsystem Call a Bike startet in Deutschland.
- Das Armando Museum wird eröffnet.
- Die National Portrait Gallery (Canberra) wird gegründet.
- Das Berliner Medizinhistorische Museum wird (wieder)eröffnet.
- Das Musée d’Art Moderne et Contemporain de Strasbourg wird eröffnet.

#### Musik
- 5. März: Das Musical The Boy from Oz wird in Sydney im His Majesty’s Theatre uraufgeführt.
- Mai: Das dritte Europäische Jugendchor-Festival (EJCF) findet in Basel statt.
- 9. Mai: Dana International gewinnt in Birmingham mit dem Lied Diva für Israel die 43. Auflage des Eurovision Song Contest.
- 19. September: Uraufführung der Oper A Streetcar Named Desire von André Previn an der San Francisco Opera.
- Die britische Band New Order feiert beim Reading Festival ein Comeback nach fünf Jahren Trennung.
- Gründung der Band Hybrid Theory, die sich später in Linkin Park umbenennt.
- Die Ärzte veröffentlichen 13.
- Pur veröffentlichen Mächtig viel Theater und gehen auf Tour.
- Ray of Light von Madonna erscheint.
- KISS bringen Psycho Circus heraus.
- Comeback von Modern Talking.
- Cher veröffentlicht das Album Believe.

Siehe auch: Nummer-eins-Hits 1998 in  Australien, Belgien, Dänemark, Deutschland, Finnland, Frankreich, Irland, Italien, Japan, Kanada, Neuseeland, den Niederlanden, Norwegen, Österreich, Schweden, der Schweiz, Spanien, Ungarn, den Vereinigten Staaten und im Vereinigten Königreich.
Siehe auch: Kategorie:Musik 1998

### Religion
- 11. Januar: Papst Johannes Paul II. verfasst einen Papstbrief zur kirchlichen Schwangerschaftsberatung an die deutschen Bischöfe.
- 21. Februar: Papst Johannes Paul II. hat in seinem siebten Konsistorium die bisherige Höchstzahl an Kardinalskreierungen überboten. Zu diesem Zeitpunkt hat er 159 Kardinäle kreiert (bisherige Höchstzahl: Leo XIII. mit 147 Kardinälen). Unter den neu kreierten Kardinälen waren Christoph Schönborn und Francis George.
- 18. Juli – 9. August: 13. Lambeth-Konferenz der Anglikanischen Kirche
- 14. September: Mit der Enzyklika Fides et ratio (Glaube und Vernunft) wendet sich Papst Johannes Paul II. an die Bischöfe der katholischen Kirche. Nicht jede Philosophie sei mit dem Christentum vereinbar, lautet eine Botschaft.
- 11. Oktober: Papst Johannes Paul II. spricht die im KZ Auschwitz-Birkenau wegen ihrer jüdischen Herkunft getötete Ordensschwester Edith Stein heilig.
- 24. Oktober: Lucian Pulvermacher erklärt sich zum Papst Pius XIII. Er ist Oberhaupt der True Catholic Church, einer sedisvakantistischen Religionsgruppe im Norden der USA, und behauptet, der erste rechtmäßige Papst seit dem 40 Jahre zuvor gestorbenen Pius XII. zu sein.

### Naturereignisse
- 26. Februar: Totale Sonnenfinsternis (Kolumbien, Venezuela, Karibik)
- 22. August: Ringförmige Sonnenfinsternis in Indonesien und Malaysia

### Sport

Logo der Olympischen Winterspiele 1998

- 7. Februar bis 22. Februar: Olympische Winterspiele in Nagano, Japan.
- 8. März bis 1. November: Austragung der 49. Formel-1-Weltmeisterschaft
- 1. April: Spanien. Der „Torfall von Madrid“ kurz vor Anpfiff des Champions-League-Spiels zwischen Real Madrid und Borussia Dortmund im Santiago-Bernabéu-Stadion verzögert den Spielbeginn um 70 Minuten. Günther Jauch und Marcel Reif erhalten für ihre Berichterstattung den Bayerischen Fernsehpreis („Ein Tor ist bereits gefallen“).
- 5. April bis 25. Oktober: Austragung der 50. FIM-Motorrad-Straßenweltmeisterschaft
- 2. Mai: Der 1. FC Kaiserslautern wird als erster Aufsteiger der Geschichte Deutscher Fußballmeister der Herren.
- 16. Mai: Neuseeland gewinnt das Finale der Frauen-Rugby-Union-Weltmeisterschaft in Amsterdam 44:12 gegen die Vereinigten Staaten.
- 10. Juni bis 12. Juli: Die Mannschaft des Gastgebers Frankreich wird bei der 16. Fußball-Weltmeisterschaft durch ein 3:0 in Paris gegen den Titelverteidiger Brasilien zum ersten Mal Weltmeister.
- 27. August: Der 1. FFC Frankfurt wird gegründet.
- 1. November: Mika Häkkinen wird zum ersten Mal Formel-1-Weltmeister.

### Katastrophen
Kleinere Unglücksfälle sind in den Unterartikeln von Katastrophe und in der Liste von Katastrophen aufgeführt.
- 4. Februar: Bei einem Erdbeben der Stärke 6,1 in Tadschikistan und Afghanistan gibt es ca. 2.300 Tote.
- 14. Februar: In Japan wird eine schwere Grippewelle gemeldet. Etwa 16.000 Schulen werden vorsichtshalber geschlossen.
- 16. Februar: Ein Airbus A300 der China Airlines verfehlt die Landebahn in Taipeh, Taiwan. Insgesamt sterben 203 Menschen.
- 24. März: Ein Zyklon vernichtet in Bangladesch mehrere Dörfer. Es gibt über 250 Tote, etwa 3.000 Verletzte.
- 4. April: Ein durch starke Regenfälle ausgelöster Erdrutsch im Südwesten des Iran tötet etwa 120 Menschen.
- 22. Mai: Ein Erdbeben der Stärke 6,6 in Bolivien fordert 105 Tote.
- 30. Mai: Ein Erdbeben der Stärke 6,6 in Tadschikistan und Afghanistan; etwa 4.000 Tote werden gezählt.
- 3. Juni: ICE-Unglück von Eschede: Der ICE „Wilhelm Conrad Röntgen“ entgleist aufgrund eines defekten Radreifens bei Eschede und reißt dadurch eine Straßenbrücke ein, 101 Menschen sterben.
- 9. Juni: Ein Zyklon im indischen Bundesstaat Gujarat zerstört tausende Gebäude. Ca. 3.000 Tote, 100.000 Obdachlose sind die Folge.
- 27. Juni: Ein Erdbeben im Südwesten der Türkei kostet etwa 130 Menschen das Leben.
- 17. Juli: Erdbeben der Stärke 7,0 auf Papua-Neuguinea, und die entstandenen Tsunamis fordern 2.823 Menschenleben.
- Juli bis September: Überschwemmungen am Jangtsekiang in China fordern mehr als 3.000 Tote.
- 7. August: Auf die US-Botschaften in Nairobi/Kenia und Daressalam/Tansania werden Terror-Anschläge verübt, die über 200 Menschenleben kosten.
- 14. August: Bei einem Erdrutsch im indischen Bundesstaat Uttar Pradesh wird ein ganzes Dorf verschüttet, über 200 Tote sind die Folge.
- 2. September: Swissair-Flug 111, eine MD-11, stürzt vor Halifax nach einem Feuer an Bord ins Meer; alle 215 Passagiere und 14 Besatzungsmitglieder kommen ums Leben.
- 18. September: 150 der 388 Passagiere verlieren ihr Leben beim Untergang der Princess of the Orient. Die größte in den Philippinen verkehrende Fähre kentert bei starkem Wind und hohem Wellengang nach einem Taifun.
- 17. Oktober: Im Nigerdelta sterben bei einer Explosion einer Erdöl-Pipeline rund 1.200 Menschen.
- 25. Oktober: Der Holzfrachter Pallas läuft vor Amrum auf Grund und sorgt für die bisher schwerste Ölpest der deutschen Nordseeküste.

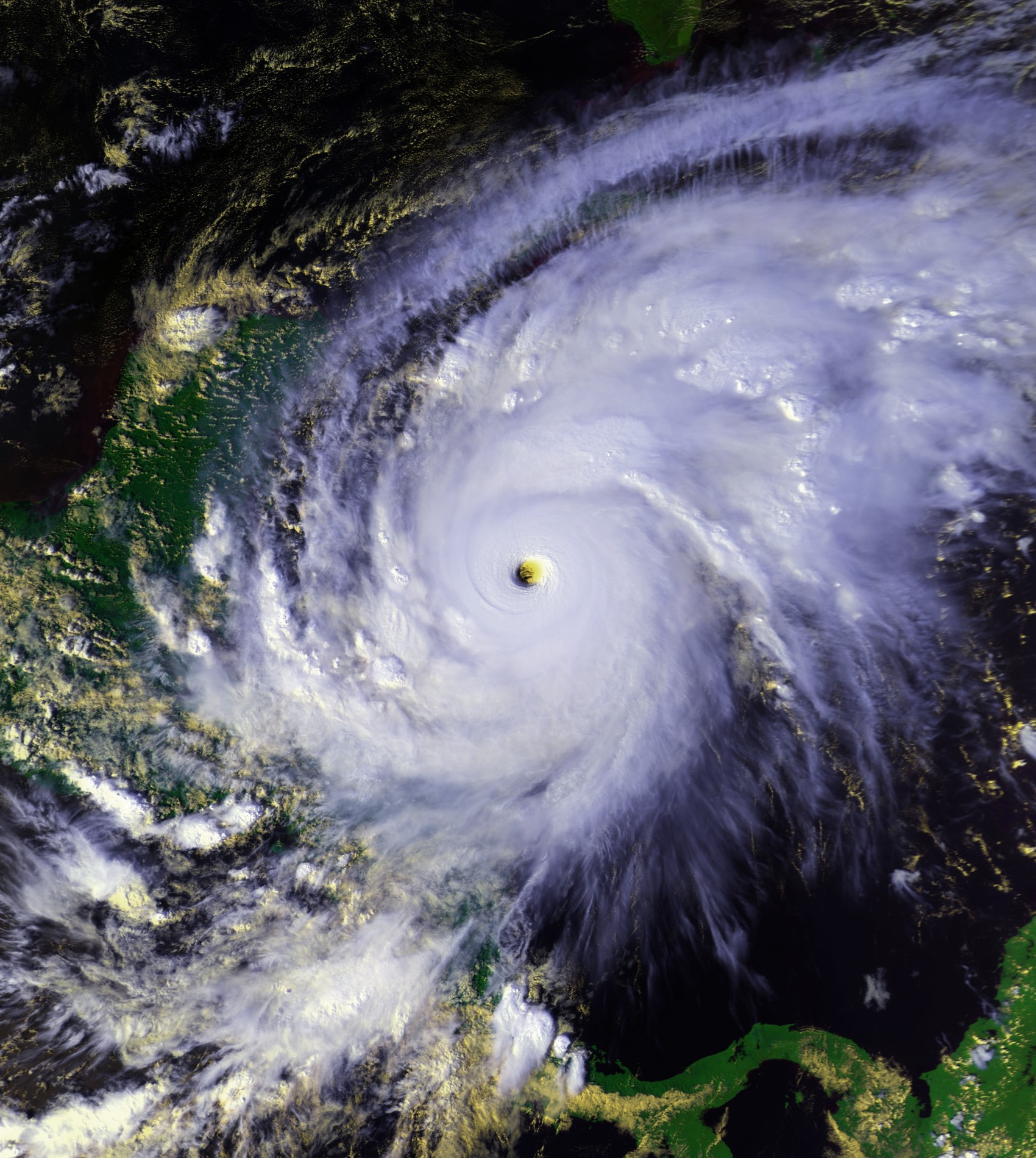
Wirbelsturm Mitch

- 30. Oktober: Der Wirbelsturm Mitch fordert in Mittelamerika etwa 11.000 Tote.

## Geboren

### Januar

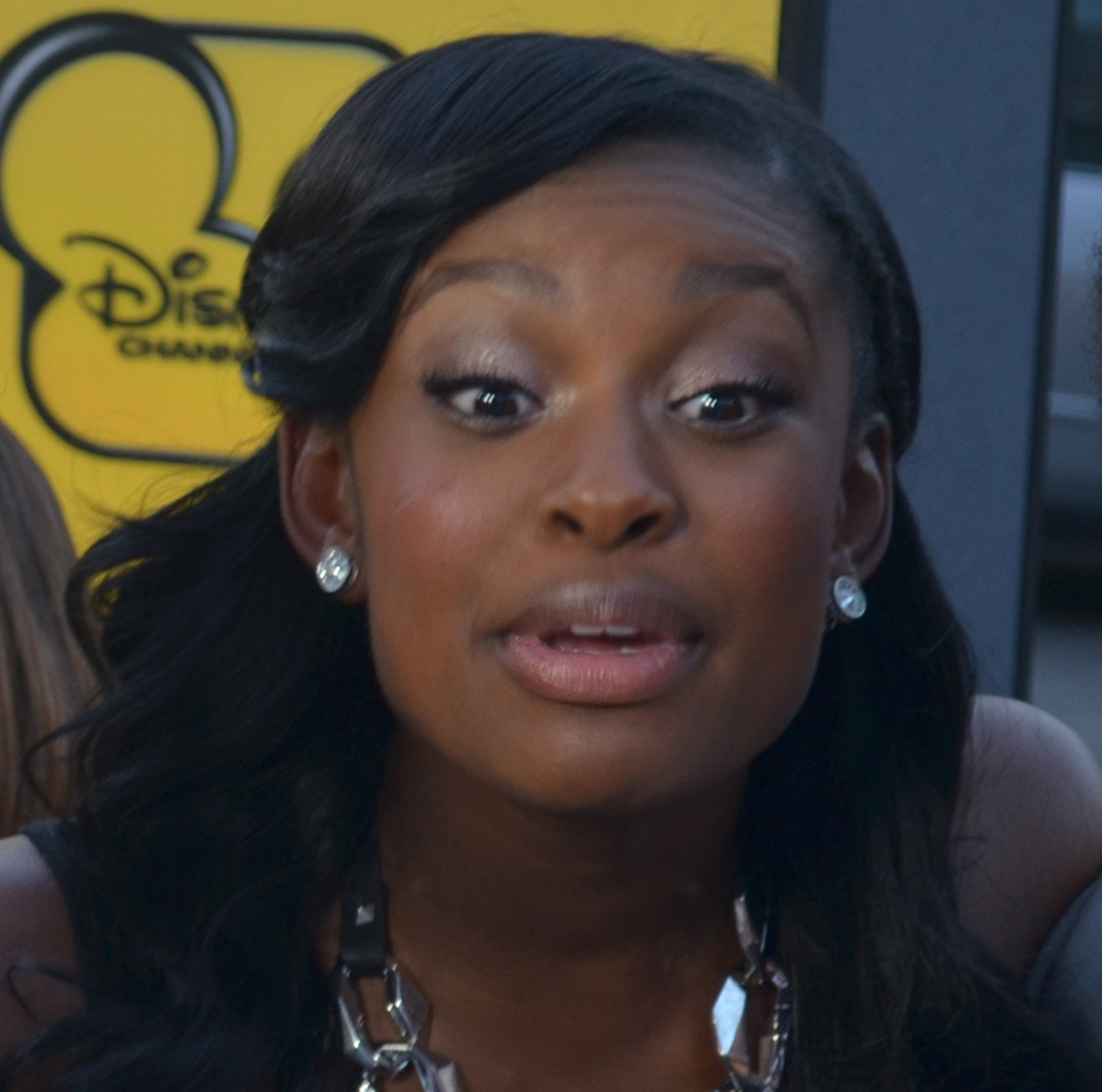
Coco Jones (2012)

- 01. Januar: Sara Ahmed, ägyptische Gewichtheberin
- 01. Januar: Cihad Ateş, türkischer Fußballspieler
- 01. Januar: Raphael Schwendinger, liechtensteinischer Judoka
- 03. Januar: Patrick Cutrone, italienischer Fußballspieler
- 03. Januar: Zou Jingyuan, chinesischer Turner
- 04. Januar: Krystian Bielik, polnischer Fußballspieler
- 04. Januar: Colin Dixon, britischer Telemarker
- 04. Januar: Jonas Hämmerle, deutscher Kinderschauspieler
- 04. Januar: Coco Jones, US-amerikanische Schauspielerin und Sängerin
- 04. Januar: Kim Vanreusel, belgische Skirennläuferin
- 05. Januar: Ramazan Barbaros, türkischer Mittelstreckenläufer
- 05. Januar: Leonie Schütter, deutsche Basketballspielerin
- 06. Januar: Luc Ackermann, deutscher Freestyle-Motocross-Fahrer
- 06. Januar: Ismail Azzaoui, belgischer Fußballspieler
- 06. Januar: Anna Bockhorst, deutsche Fußballtorhüterin
- 06. Januar: Merel Freriks, niederländische Handballspielerin
- 07. Januar: Mylène Chavas, französische Fußballspielerin
- 07. Januar: Yangel Herrera, venezolanischer Fußballspieler
- 07. Januar: Tyler Steenbergen, kanadischer Eishockeyspieler
- 08. Januar: Marut Budrak, thailändischer Fußballspieler
- 08. Januar: Valentin Busch, deutscher Eishockeyspieler
- 08. Januar: Hólmfríður Dóra Friðgeirsdóttir, isländische Skirennläuferin
- 08. Januar: Manuel Locatelli, italienischer Fußballspieler
- 08. Januar: Lili Stojtschewa, bulgarische Speerwerferin
- 09. Januar: Kerris Dorsey, US-amerikanische Schauspielerin
- 09. Januar: Chris Führich, deutscher Fußballspieler
- 09. Januar: Rodney Kongolo, niederländischer Fußballspieler
- 09. Januar: Stefan Wiegand, deutscher Schauspieler
- 10. Januar: Sonja Maria Bluhm, deutsche Schachspielerin
- 10. Januar: Khaled Mohssen, deutsch-libanesischer Fußballspieler
- 10. Januar: Stefano Oldani, italienischer Radrennfahrer
- 11. Januar: Athit Berg, norwegisch-thailändischer Fußballspieler
- 11. Januar: Salih Özcan, türkisch-deutscher Fußballspieler
- 11. Januar: Odessa Young, australische Filmschauspielerin
- 12. Januar: James Brown, englisch-maltesischer Fußballspieler
- 12. Januar: Victoria Krug, deutsche Fußballspielerin
- 12. Januar: Rafik Zekhnini, norwegischer Fußballspieler
- 13. Januar: Rogério, brasilianischer Fußballspieler

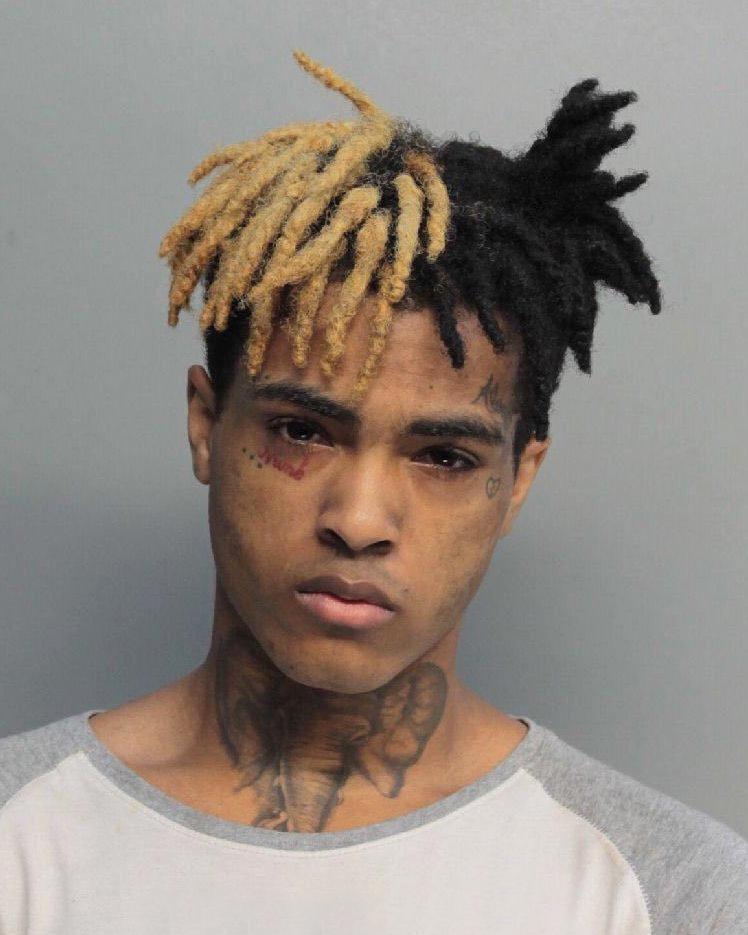
XXXTentacion (2016)

- 14. Januar: Nick Romeo Reimann, deutscher Kinderschauspieler
- 17. Januar: Luca Schuler, Schweizer Freestyle-Skier
- 17. Januar: Bastian Treuheit, deutscher Politiker
- 17. Januar: Mari Wetterhus, norwegische Biathletin
- 19. Januar: Semyel Bissig, Schweizer Skirennläufer
- 19. Januar: Lars Rösti, Schweizer Skirennläufer
- 19. Januar: Sebastian Stalder, Schweizer Biathlet
- 21. Januar: Darryn Binder, südafrikanischer Motorradrennfahrer
- 23. Januar: XXXTentacion, US-amerikanischer Rapper und Sänger († 2018)
- 23. Januar: Viviana Grisafi, deutsche Popsängerin
- 24. Januar: Robin Huser, Schweizer Fußballspieler
- 24. Januar: Eva Lanzerath, deutsche Weinkönigin
- 24. Januar: Jonas Rutsch, deutscher Radrennfahrer
- 25. Januar: Kilian Jakob, deutscher Fußballspieler
- 25. Januar: Riuler de Oliveira Faustino, brasilianischer Fußballspieler († 2021)
- 26. Januar: Tua El-Fawwal, deutsche Schauspielerin
- 26. Januar: Jan Zabystřan, tschechischer Skirennläufer
- 27. Januar: Devin Druid, US-amerikanischer Schauspieler
- 27. Januar: Miguel Heidemann, deutscher Radrennfahrer
- 27. Januar: Roman Kašiar, tschechischer Fußballspieler
- 27. Januar: Henning Sjökvist, schwedischer Biathlet
- 28. Januar: Ariel Winter, US-amerikanische Schauspielerin und Sängerin
- 29. Januar: Jorge Martín, spanischer Motorradrennfahrer
- 30. Januar: Malte Karbstein, deutscher Fußballspieler
- 30. Januar: Fredrik Mühlbacher, österreichischer Biathlet und Skilangläufer
- 30. Januar: Paulina Rümmelein, deutsche Schauspielerin und Synchronsprecherin

### Februar
- 01. Februar: Laura Freigang, deutsche Fußballspielerin
- 02. Februar: David Dekker, niederländischer Radrennfahrer
- 02. Februar: Lena Pauels, deutsche Fußballspielerin
- 05. Februar: Jascha Baum, deutscher Schauspieler
- 06. Februar: Mitch Eliot, US-amerikanisch-kanadischer Eishockeyspieler
- 06. Februar: Ide Schelling, niederländischer Radrennfahrer
- 08. Februar: Connor Mills, deutscher Kinderdarsteller
- 09. Februar: Cem Bölükbaşı, türkischer Automobilrennfahrer
- 09. Februar: Marina Kaye, französische Popsängerin
- 09. Februar: Irene Lardschneider, italienische Biathletin
- 10. Februar: Aitor Buñuel, spanischer Fußballspieler
- 11. Februar: Felix Götze, deutscher Fußballspieler
- 11. Februar: Niklas Kaul, deutscher Zehnkämpfer
- 11. Februar: Jennifer Montag, deutsche Leichtathletin
- 12. Februar: Jeff Chabot, deutscher Fußballspieler
- 12. Februar: River Radamus, US-amerikanischer Skirennläufer
- 14. Februar: Jonathan Aberdein, südafrikanischer Automobilrennfahrer
- 15. Februar: Luca Mozzato, italienischer Radrennfahrer
- 15. Februar: George Russell, britischer Automobilrennfahrer
- 18. Februar: Simone Lo Faso, italienischer Fußballspieler
- 21. Februar: Adrian Frontzek, deutscher Schauspieler
- 22. Februar: Einer Rubio, kolumbianischer Radrennfahrer
- 23. Februar: Tom Hoßbach, deutscher Schauspieler
- 24. Februar: Kristers Aparjods, lettischer Rennrodler
- 24. Februar: Remy Gardner, australischer Motorradrennfahrer
- 25. Februar: Ismaïla Sarr, senegalesischer Fußballspieler
- 27. Februar: Felix Gall, österreichischer Radrennfahrer
- 27. Februar: Kristian Lauvik Gjelstad, norwegischer Telemarker
- 28. Februar: Leon Jones, schottischer Fußballspieler
- 28. Februar: Jana und Sophia Münster, deutsche Nachwuchsschauspielerinnen (Zwillingsschwestern)

### März
- 02. März: Jasper Philipsen, belgischer Radrennfahrer<
- 03. März: Jaylen Barron, US-amerikanische Schauspielerin
- 04. März: Tobias Eder, deutscher Eishockeyspieler († 2025)
- 05. März: Merih Demiral, türkischer Fußballspieler
- 05. März: Leif Torbjørn Næsvold, norwegischer Nordischer Kombinierer
- 05. März: Zhang Chunyu, chinesischer Biathlet
- 06. März: Leonard Rosemann, deutscher Synchronsprecher
- 08. März: Zong Xiaochen, chinesischer Dartspieler
- 11. März: Jessie Fleming, kanadische Fußballspielerin
- 11. März: Deyovaisio Zeefuik, niederländischer Fußballspieler
- 12. März: Emma Bading, deutsche Schauspielerin
- 12. März: Alina Müller, Schweizer Eishockeyspielerin
- 13. März: Janni Serra, deutscher Fußballspieler
- 14. März: Julian Schütter, österreichischer Skirennläufer und Klimaaktivist
- 15. März: Jana Feldkamp, deutsche Fußballspielerin
- 16. März: Mohamed Ibrahim El-Sayed, ägyptischer Ringer
- 18. März: Juliane Frühwirt, deutsche Biathletin
- 18. März: Jamie-Lee Kriewitz, deutsche Popsängerin
- 18. März: Ross McCrorie, schottischer Fußballspieler
- 20. März: Vitor Baptista, brasilianischer Automobilrennfahrer
- 20. März: Lee Suji, südkoreanische Sängerin
- 21. März: Ralf Aron, estnischer Automobilrennfahrer
- 22. März: Alexander Donchenko, deutsch-russischer Schachspieler
- 24. März: Ethel Cain, US-amerikanische Sängerin
- 24. März: Vitinho, brasilianischer Fußballspieler
- 25. März: Alberto Dainese, italienischer Radrennfahrer
- 25. März: Ermedin Demirović, bosnisch-deutscher Fußballspieler
- 25. März: Ryan Simpkins, US-amerikanische Schauspielerin
- 26. März: Omar Ayuso, spanischer Schauspieler
- 26. März: Darja Gruschina, russische Skispringerin
- 27. März: Haji Wright, US-amerikanischer Fußballspieler
- 28. März: Elsa Fermbäck, schwedische Skirennläuferin
- 31. März: Anna Seidel, deutsche Shorttrackerin
- 000März: Samy Abdel Fattah, deutscher Schauspieler

### April
- 01. April: Patryk Szysz, polnischer Fußballspieler
- 02. April: Brandon McNulty, US-amerikanischer Radrennfahrer
- 02. April: Niklas-Wilson Sommer, deutscher Fußballspieler und Livestreamer
- 03. April: Carla Reemtsma, deutsche Klimaschutzaktivistin
- 04. April: Ayliva, deutsche Sängerin
- 04. April: Rebecca Langrehr, deutsche Moderne Fünfkämpferin
- 05. April: Thomas Laurent, französischer Automobilrennfahrer
- 06. April: Linas Banys, litauischer Biathlet
- 06. April: Lily Jackson, US-amerikanische Schauspielerin
- 06. April: Peyton List, US-amerikanische Schauspielerin
- 07. April: Leonie Wesselow, deutsche Schauspielerin und Sprecherin
- 08. April: Makana Baku, deutsch-kongolesischer Fußballspieler
- 08. April: Ridle Baku, deutsch-kongolesischer Fußballspieler
- 09. April: Elle Fanning, US-amerikanische Schauspielerin
- 10. April: Ashley Ausburn, US-amerikanische Schauspielerin
- 11. April: Vladan Kovačević, bosnischer Fußballspieler
- 12. April: Sidney Friede, deutscher Fußballspieler, Livestreamer und Webvideoproduzent
- 13. April: Sabrina Simader, kenianische Skirennläuferin
- 14. April: Ian Garrison, US-amerikanischer Radrennfahrer
- 15. April: Dom Taylor, englischer Dartspieler
- 17. April: Matewos Issaakjan, russischer Automobilrennfahrer
- 19. April: Patrick Braunhofer, italienischer Biathlet
- 19. April: Patrik Laine, finnischer Eishockeyspieler
- 20. April: Dries Vanthoor, belgischer Automobilrennfahrer
- 22. April: Marco Ladner, österreichischer Ski-Freestyler
- 24. April: Alina Jungklaus, deutsche Schwimmerin
- 25. April: Satou Sabally, deutsche Basketballspielerin
- 26. April: Emily Vogel, deutsche Handballspielerin
- 26. April: Jan-Krzysztof Duda, polnischer Schachgroßmeister
- 28. April: Emilia Fester, deutsche Politikerin
- 28. April: Moritz Kwarteng, deutscher Fußballspieler
- 29. April: Matěj Kopecký, tschechischer Telemarker
- 30. April: Olivia DeJonge, australische Schauspielerin

### Mai
- 02. Mai: Mats Köhlert, deutscher Fußballspieler und Schauspieler
- 05. Mai: Kevin Doets, niederländischer Dartspieler
- 05. Mai: Aryna Sabalenka, belarussische Tennisspielerin
- 06. Mai: Claud Adjapong, italienischer Fußballspieler
- 07. Mai: Katrin Hirtl-Stanggaßinger, deutsche Skirennläuferin
- 07. Mai: Dani Olmo, spanischer Fußballspieler
- 08. Mai: Jan Vytrval, tschechischer Nordischer Kombinierer
- 09. Mai: Moritz Sanders, deutscher Basketballspieler
- 11. Mai: Mërgim Berisha, deutscher Fußballspieler
- 11. Mai: Samuele Rivi, italienischer Radrennfahrer
- 12. Mai: Cosmin Pascari, rumänischer Ruderer
- 12. Mai: Paul Hartmann, deutscher Schauspieler
- 12. Mai: Julia Scheib, österreichische Skirennläuferin
- 16. Mai: Melanie Hasler, Schweizer Bobfahrerin
- 17. Mai: Jonas Behounek, deutscher Fußballspieler
- 17. Mai: Annika Loske, deutsche Kanutin
- 19. Mai: Béla Can Leon, deutsch-türkischer Schauspieler
- 20. Mai: Jamie Chadwick, britische Automobilrennfahrerin
- 21. Mai: Aymen Barkok, marokkanisch-deutscher Fußballspieler
- 21. Mai: Maurice Walter, deutscher Schauspieler
- 23. Mai: Sérgio Sette Câmara, brasilianischer Automobilrennfahrer
- 23. Mai: Harry Paton, kanadischer Fußballspieler
- 29. Mai: Clément Champoussin, französischer Radrennfahrer
- 29. Mai: Lucía Gil, spanische Schauspielerin und Sängerin
- 29. Mai: Jobel Mokonzi, angolanische Schauspielerin
- 29. Mai: Felix Passlack, deutscher Fußballspieler
- 31. Mai: Santino Ferucci, US-amerikanischer Automobilrennfahrer
- 31. Mai: Yōhei Koyama, japanischer Skirennläufer

### Juni
- 01. Juni: Andreas Kron, dänischer Radrennfahrer
- 02. Juni: Tereza Mihalíková, slowakische Tennisspielerin
- 03. Juni: Edo Kayembe, kongolesischer Fußballspieler
- 04. Juni: Wadim Pronski, kasachischer Radrennfahrer
- 05. Juni: Dave, britischer Rapper
- 06. Juni: Bakery Jatta, gambischer Fußballspieler
- 07. Juni: Keanu Baccus, australisch-südafrikanischer Fußballspieler
- 07. Juni: Cameron Devlin, australischer Fußballspieler
- 09. Juni: Erwan Bastard, französischer Autorennfahrer
- 09. Juni: Maciej Dąbrowski, polnischer Fußballtorhüter
- 10. Juni: Anna Bachmann, deutsche Schauspielerin
- 10. Juni: Yannic Eilers, deutscher Schauspieler
- 12. Juni: Attila Valter, ungarischer Radrennfahrer
- 13. Juni: Alessandra Montesano, italienische Ruderin
- 15. Juni: Rachel Covey, US-amerikanische Schauspielerin
- 15. Juni: Mitsou Jung, deutsche Schauspielerin
- 15. Juni: Hachim Mastour, marokkanischer Fußballspieler
- 16. Juni: Christoph Frank, deutscher Telemarker
- 16. Juni: Lauren Taylor, amerikanische Schauspielerin und Sängerin
- 17. Juni: Hayden Coulson, englischer Fußballspieler
- 19. Juni: Atticus Shaffer, US-amerikanischer Schauspieler
- 21. Juni: Isabel Atkin, britische Freestyle-Skierin
- 22. Juni: Maximilian Czerwinski, deutscher Dartspieler
- 24. Juni: Pierre-Luc Dubois, kanadischer Eishockeyspieler
- 24. Juni: Federico Gatti, italienischer Fußballspieler
- 24. Juni: Kye Rowles, australischer Fußballspieler
- 25. Juni: Kyle Chalmers, australischer Schwimmer
- 25. Juni: Leonardo Pulcini, italienischer Automobilrennfahrer
- 26. Juni: Anita Gulli, italienische Skirennläuferin
- 27. Juni: Bor Pavlovčič, slowenischer Skispringer
- 28. Juni: Joel Eriksson, schwedischer Automobilrennfahrer
- 28. Juni: Nadine Fest, österreichische Skirennläuferin
- 30. Juni: Houssem Aouar, französisch-algerischer Fußballspieler
- 30. Juni: Arda Görkem, türkisch-deutscher Schauspieler

### Juli

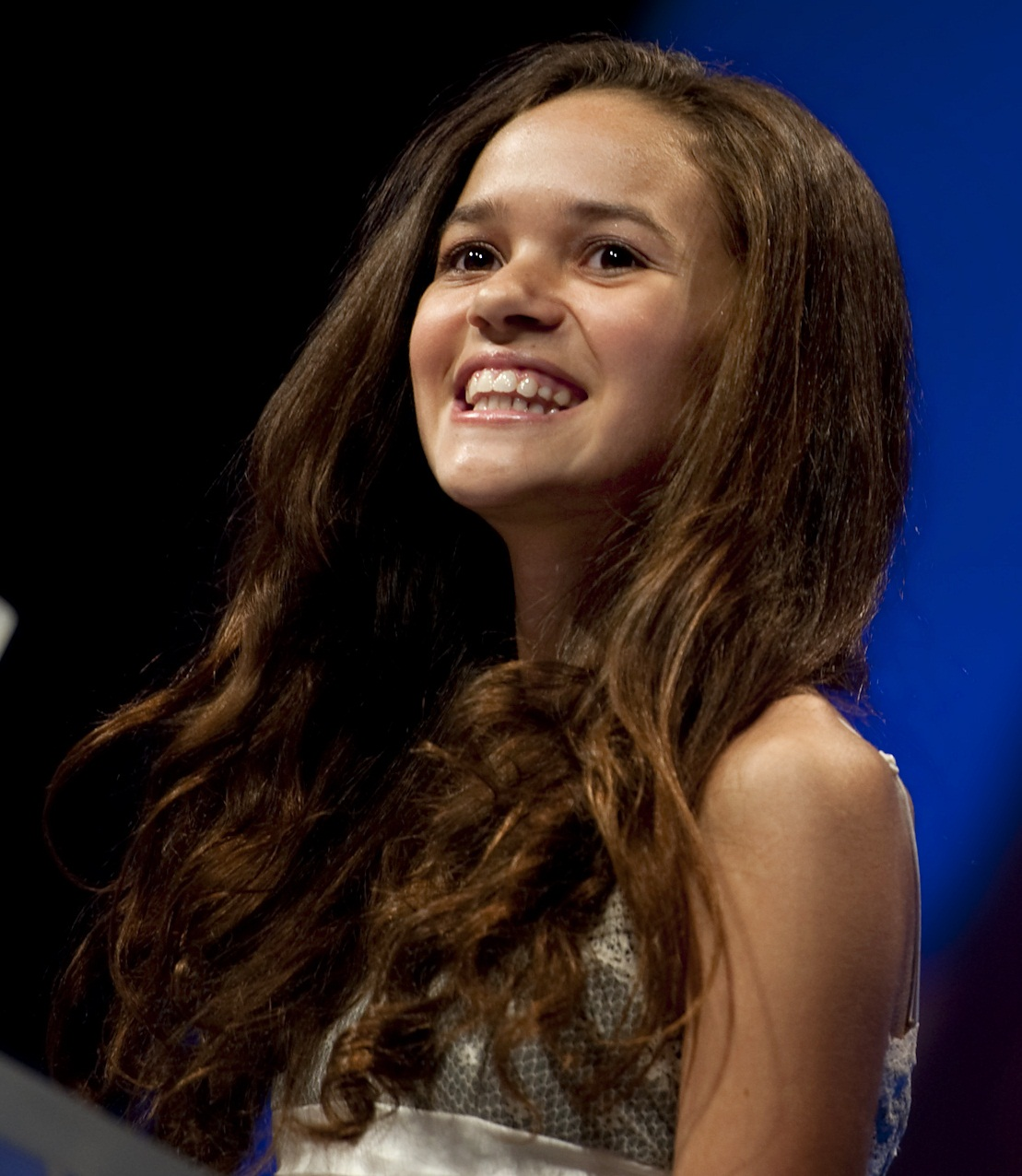
Madison Pettis (2010)

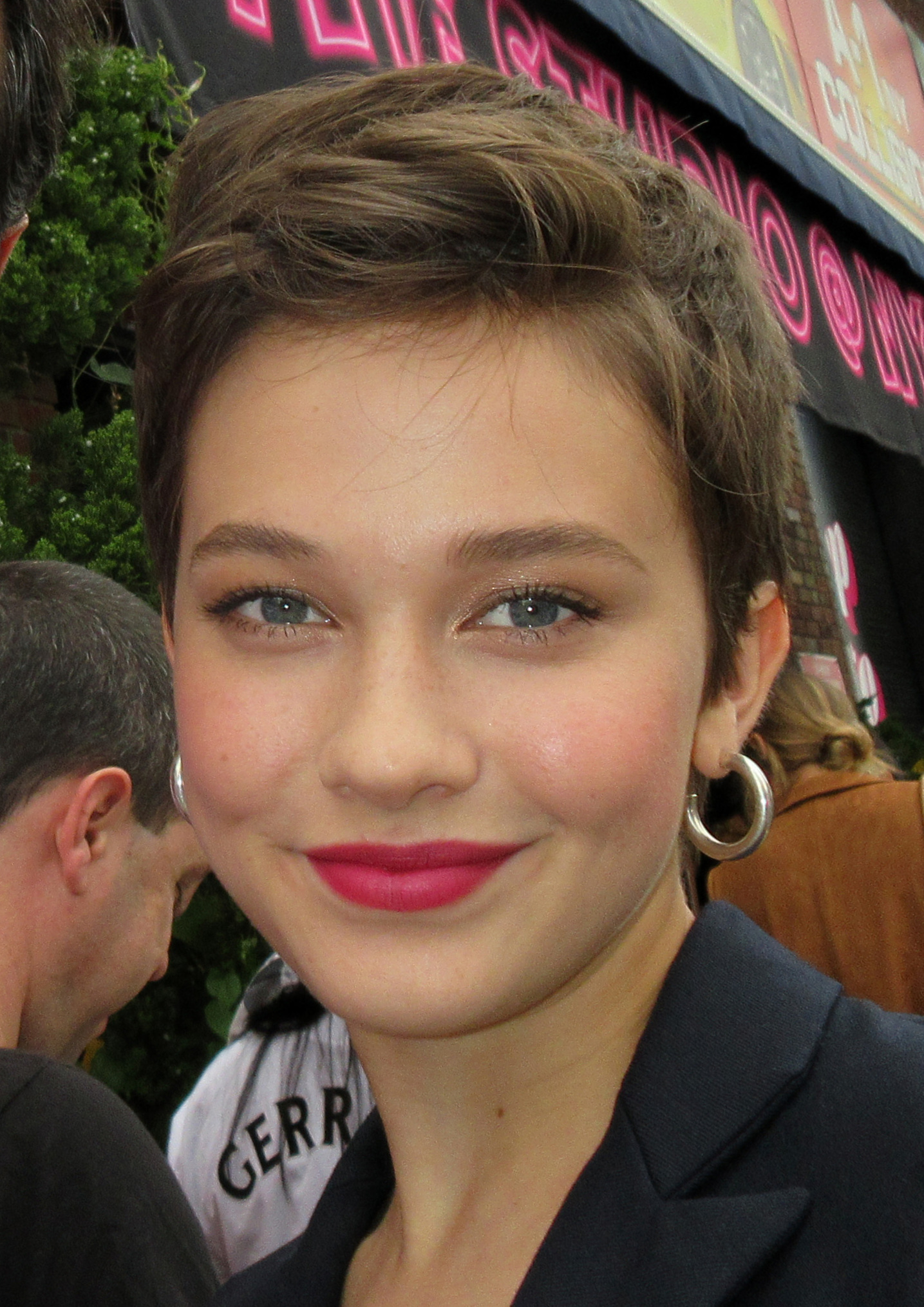
Cailee Spaeny

- 01. Juli: Jordi Meeus, belgischer Radrennfahrer
- 03. Juli: Callan Rydz, englischer Dartspieler
- 06. Juli: Svea Engel, deutsche Schauspielerin
- 07. Juli: Marit Ishol Skogan, norwegische Biathletin
- 07. Juli: Dylan Sprayberry, US-amerikanischer Schauspieler
- 08. Juli: Maya Hawke, US-amerikanische Schauspielerin
- 08. Juli: Jaden Smith, US-amerikanischer Schauspieler
- 08. Juli: Jonas Stark, deutscher Pianist
- 09. Juli: Lindy Ave, deutsche Leichtathletin
- 09. Juli: Robert Capron, US-amerikanischer Schauspieler
- 09. Juli: Harry Sweeny, australischer Radrennfahrer
- 09. Juli: Diana Zimmer, deutsche Politikerin
- 10. Juli: Tiesan-Yesim Atas, deutsche Schauspielerin
- 10. Juli: Haley Pullos, US-amerikanische Schauspielerin
- 10. Juli: Alyssa Shafer, US-amerikanische Schauspielerin
- 13. Juli: Felix Casalino, deutscher Webvideoproduzent und Fußballspieler
- 13. Juli: Paulina Hobratschk, deutsche Schauspielerin
- 16. Juli: Josh Myers, US-amerikanischer American-Football-Spieler
- 17. Juli: Riikka Honkanen, finnische Skirennläuferin
- 17. Juli: Lilli Schweiger, deutsche Schauspielerin
- 18. Juli: Sivert Guttorm Bakken, norwegischer Biathlet
- 20. Juli: Erik Buschmann, deutscher Eishockeyspieler
- 21. Juli: Maggie Lindemann, US-amerikanische Singer-Songwriterin
- 21. Juli: Thomas Preining, österreichischer Automobilrennfahrer
- 22. Juli: Marc Cucurella, spanischer Fußballspieler
- 22. Juli: Elisa Lohmann, deutsche Volleyballspielerin
- 22. Juli: Madison Pettis, US-amerikanische Schauspielerin
- 22. Juli: Niels Zonneveld, niederländischer Dartspieler
- 24. Juli: Tara Fischer, deutsche Schauspielerin
- 24. Juli: Hugo Helmig, dänischer Musiker († 2022)
- 24. Juli: Sophie Wotschke, österreichische Politikerin
- 26. Juli: Yannis Voisard, Schweizer Radrennfahrer
- 27. Juli: Myles Erlick, kanadischer Schauspieler und Tänzer
- 28. Juli: Alexander Muchin, kasachischer Biathlet
- 29. Juli: Michael Augustin, österreichischer Fußballspieler
- 29. Juli: Tijjani Reijnders, niederländischer Fußballspieler
- 29. Juli: Teresa Zurek, deutsche Leichtathletin
- 30. Juli: Marija Sdrawkowa, bulgarische Biathletin
- 31. Juli: Louis Prette, italienischer Unternehmer und Automobilrennfahrer
- 31. Juli: Rico Rodriguez, US-amerikanischer Schauspieler

### August
- 01. August: Amelia Smart, kanadische Skirennläuferin
- 03. August: Emily Hegarty, irische Ruderin
- 05. August: João Almeida, portugiesischer Radrennfahrer
- 06. August: Einar Lurås Oftebro, norwegischer Nordischer Kombinierer
- 08. August: Shawn Mendes, kanadischer Sänger
- 08. August: Ronan Parke, britischer Sänger
- 08. August: Liam Scales, irischer Fußballspieler
- 09. August: Johannes Huß, deutscher Eishockeyspieler
- 09. August: Panagiotis Retsos, griechischer Fußballspieler
- 11. August: Vebjørn Sørum, norwegischer Biathlet
- 12. August: Mariana Cress, marshallische Sprinterin
- 15. August: Anna Aeikens, deutsche Politikerin (CDU)
- 17. August: Kristo Ferkic, deutscher Schauspieler
- 18. August: Clairo, US-amerikanische Singer-Songwriterin
- 18. August: Yannis Letard, französischer Fußballspieler
- 21. August: Choi Ji-yeon, südkoreanische Eishockeyspielerin
- 24. August: Marc Hirschi, Schweizer Radrennfahrer
- 25. August: Léo Anguenot, französischer Skirennläufer
- 25. August: China Anne McClain, US-amerikanische Schauspielerin und Sängerin
- 26. August: Michael Dinan, US-amerikanischer Autorennfahrer
- 26. August: Jeon So-yeon, südkoreanische Popsängerin
- 27. August: Attila Bornemisza, österreichischer Musiker
- 27. August: Anastassija Sergejewna Silantjewa, russische Skirennläuferin
- 28. August: Abigail Robinson, britische Parakletterin

### September

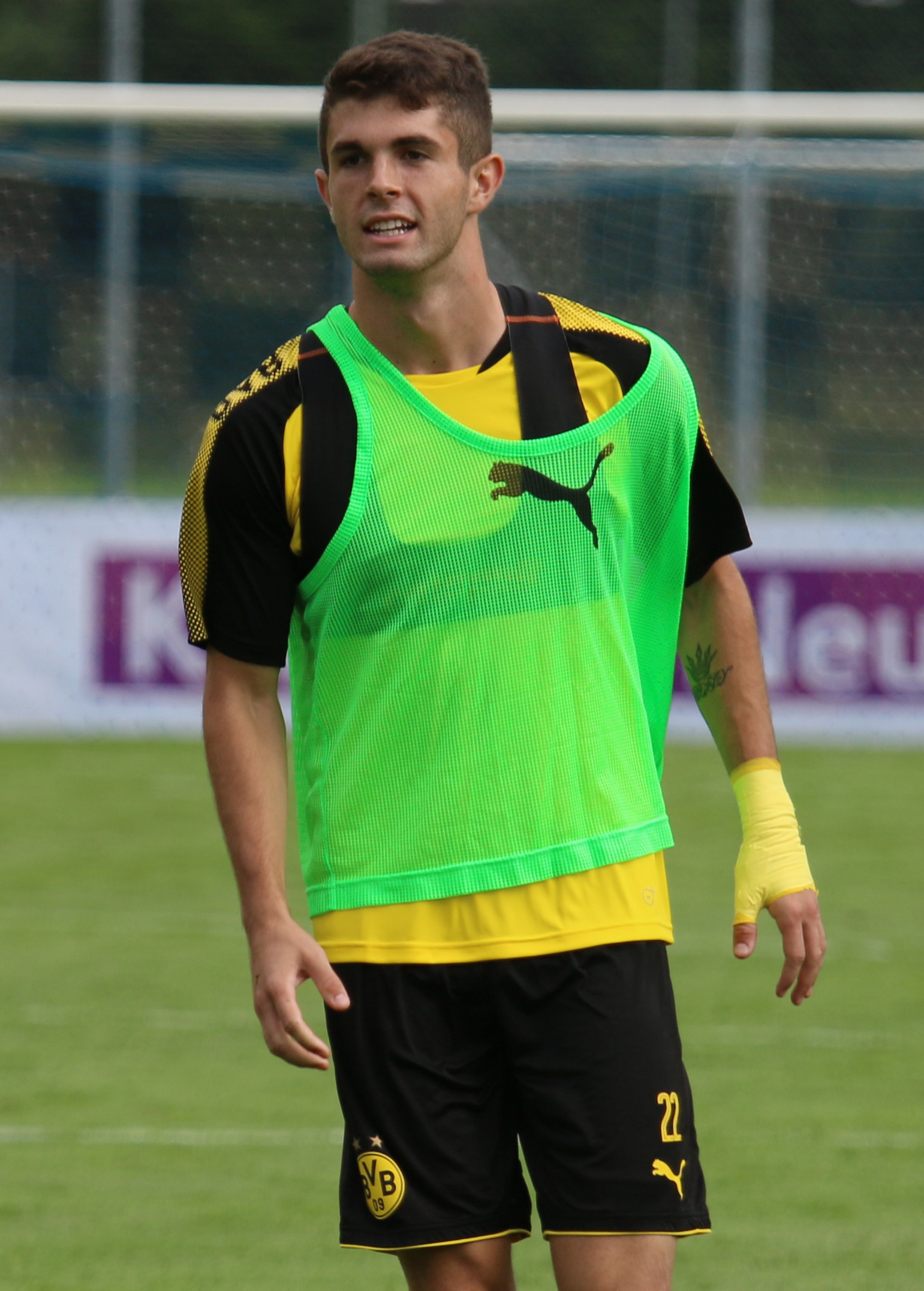
Christian Pulisic (2017)

- 04. September: Felix Groß, deutscher Radrennfahrer
- 04. September: Maddi Jane, US-amerikanische Sängerin
- 04. September: Geert Nentjes, niederländischer Dartspieler
- 04. September: Oleksandr Okipnjuk, ukrainischer Freestyle-Skier
- 05. September: Helena Barlow, britische Schauspielerin
- 06. September: Michele Perniola, italienischer Sänger
- 07. September: Damian Hardung, deutscher Schauspieler
- 08. September: Alessio Lorandi, italienischer Automobilrennfahrer
- 08. September: Marluce Schierscher, liechtensteinische Synchronschwimmerin
- 09. September: Natalia Sidorowicz, polnische Biathletin
- 10. September: Ao Tanaka, japanischer Fußballspieler
- 12. September: Johannes Hallervorden, deutscher Schauspieler
- 13. September: Stefan Bissegger, Schweizer Radrennfahrer
- 13. September: A. J. Terrell, US-amerikanischer American-Football-Spieler
- 13. September: Pauline Heßler, deutsche Skispringerin
- 14. September: Carrie Schreiner, deutsche Automobilrennfahrerin
- 17. September: Nadine Breaty, deutsche Webvideoproduzentin, Influencerin, Autorin und Model
- 18. September: Ethan Hayter, britischer Radrennfahrer
- 18. September: Meng Fanqi, chinesische Biathletin
- 18. September: Christian Pulisic, US-amerikanischer Fußballspieler
- 19. September: Mehmet Çayan, türkischer Fußballspieler
- 19. September: Jacob Bruun Larsen, dänischer Fußballspieler
- 21. September: Lorenzo Brino, US-amerikanischer Schauspieler († 2020)
- 21. September: Tadej Pogačar, slowenischer Radrennfahrer
- 22. September: Filippo Conca, italienischer Radrennfahrer
- 22. September: Gina Jacobs, deutsche Shorttrackerin
- 23. September: Wladyslaw Wyschnewskyj, ukrainischer Snookerspieler
- 25. September: Chiara Kerper, österreichische Musikerin
- 26. September: Igor Fraga, brasilianisch-japanischer Automobilrennfahrer
- 27. September: Mohamed Issa, deutscher Schauspieler
- 27. September: Magnus Oberhauser, österreichischer Biathlet
- 28. September: Alessandro Covi, italienischer Radrennfahrer
- 29. September: Lucas Pitzer, österreichischer Biathlet
- 30. September: Przemysław Pancerz, polnischer Biathlet

### Oktober
- 01. Oktober: Jehan Daruvala, indischer Automobilrennfahrer
- 01. Oktober: Henry Solf, deutscher Schauspieler
- 01. Oktober: Danika Yarosh, US-amerikanische Schauspielerin
- 05. Oktober: Valeria Eisenbart, deutsche Schauspielerin
- 05. Oktober: Divine Oladipo, britische Leichtathletin
- 05. Oktober: Exequiel Palacios, argentinischer Fußballspieler
- 06. Oktober: Silas, kongolesischer Fußballspieler
- 06. Oktober: Mia-Sophie Wellenbrink, deutsche Kindersängerin
- 06. Oktober: Ariel Yasmine, US-amerikanische Schauspielerin
- 08. Oktober: Jekaterina Koroljowa, russische Handballspielerin († 2019)
- 09. Oktober: Adetokunbo Ogundeji, US-amerikanischer American-Football-Spieler
- 10. Oktober: Fabio Di Giannantonio, italienischer Motorradrennfahrer
- 10. Oktober: Job van Uitert, niederländischer Automobilrennfahrer
- 14. Oktober: Nina Kaiser, deutsche Schauspielerin und Sängerin
- 15. Oktober: Drew Dalman, US-amerikanischer American-Football-Spieler
- 15. Oktober: Pauline Rénevier, deutsche Schauspielerin
- 15. Oktober: Giacomo Vrioni, albanisch-italienischer Fußballspieler
- 16. Oktober: Jan Hörl, österreichischer Skispringer
- 17. Oktober: Robin Froidevaux, Schweizer Radrennfahrer
- 18. Oktober: Takaaki Sugino, japanischer Turner
- 19. Oktober: Alina Konieczny, deutsche Schauspielerin
- 22. Oktober: Tobias Krick, deutscher Volleyballspieler
- 23. Oktober: Amandla Stenberg, US-amerikanische Schauspielerin
- 26. Oktober: Dennis Dressel, deutscher Fußballspieler
- 26. Oktober: Pia Zerkhold, österreichische Snowboarderin
- 28. Oktober: Nolan Gould, US-amerikanischer Schauspieler
- 28. Oktober: Stephen Nedoroscik, US-amerikanischer Turner
- 29. Oktober: Lance Stroll, kanadischer Automobilrennfahrer
- 30. Oktober: Tom Lautenschlager, deutscher Automobilrennfahrer
- 30. Oktober: Kiyomasa Ojima, japanischer Biathlet
- 31. Oktober: Natalie Eilers, kanadische Skispringerin

### November
- 02. November: Vasilije Janjičić, Schweizer Fußballspieler
- 02. November: Valerie Sophie Körfer, deutsche Schauspielerin
- 03. November: Mikkel Bjerg, dänischer Radrennfahrer
- 03. November: Laura Wallner, österreichische Freestyle-Skierin
- 04. November: Darcy Rose Byrnes, US-amerikanische Schauspielerin
- 05. November: Jett Seymour, US-amerikanischer Skirennläufer
- 06. November: Marco Tumminello, italienischer Fußballspieler
- 07. November: Clemens Leitner, österreichischer Skispringer
- 08. November: Leonardo Fernández, uruguayischer Fußballspieler
- 08. November: Alica Schmidt, deutsche Leichtathletin, Model und Influencerin
- 11. November: Callum Ilott, britischer Automobilrennfahrer
- 12. November: Marco Bezzecchi, italienischer Motorradrennfahrer
- 12. November: Adrien Etiévent, französischer Telemarker
- 12. November: Fanny Stollár, ungarische Tennisspielerin
- 13. November: Bryan Edwards, US-amerikanischer American-Football-Spieler
- 14. November: Samuele Battistella, italienischer Radrennfahrer
- 14. November: Sofia Kenin, US-amerikanische Tennisspielerin
- 15. November: Ophelia Preller, deutsche Kanutin
- 17. November: Mathieu Burgaudeau, französischer Radrennfahrer

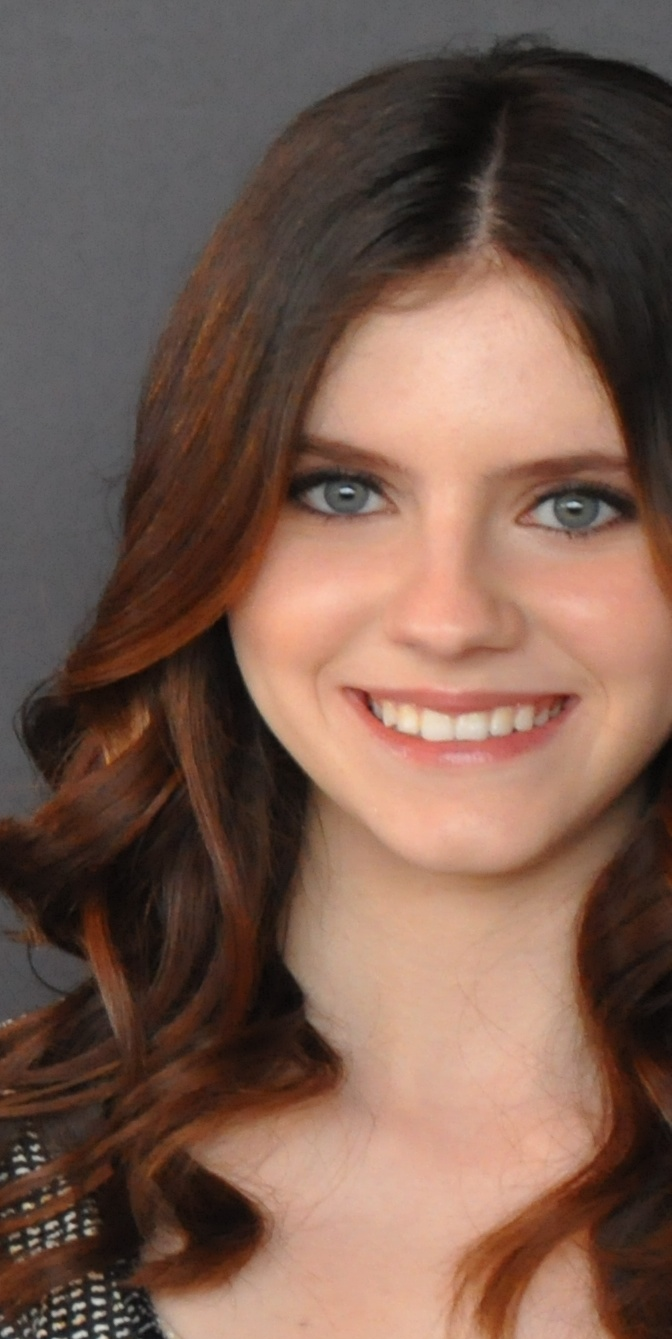
Kara Hayward (2012)

- 17. November: Kara Hayward, US-amerikanische Schauspielerin
- 20. November: Misaki Emura, japanische Säbelfechterin
- 21. November: Colleen Furgeson, marshallische Schwimmerin
- 25. November: Charlotte Neuhäuser, deutsche Politikerin (Die Linke), MdB
- 26. November: Gilonne Guigonnat, französische Biathletin
- 28. November: Lara Krause, österreichische Sängerin und Songwriterin
- 28. November: Theo Sillon, französischer Telemarker
- 29. November: Julia Huber, österreichische Skispringerin

### Dezember
- 01. Dezember: Frida Sanggaard Nielsen, dänische Ruderin
- 02. Dezember: Juice Wrld, US-amerikanischer Rapper († 2019)
- 02. Dezember: Florian Kästner, deutscher Fußballtrainer
- 02. Dezember: Amber Montana, amerikanische Schauspielerin
- 03. Dezember: Tereza Vinklárková, tschechische Biathletin
- 05. Dezember: Nicole Cherry, rumänische Sängerin
- 05. Dezember: Randal Kolo Muani, französischer Fußballspieler
- 10. Dezember: Matthew Durrans, kanadisch-englischer Fußballspieler
- 13. Dezember: Barnabás Szőllős, ungarisch-israelischer Skirennläufer
- 13. Dezember: Florian Karl Jelinek, österreichischer Webvideoproduzent, Musiker und Unternehmer
- 14. Dezember: Lukas Nmecha, deutsch-englischer Fußballspieler
- 15. Dezember: Somkiat Chantra, thailändischer Motorradrennfahrer
- 15. Dezember: Lukas Schmidt, deutscher Schauspieler
- 16. Dezember: Casey Larson, US-amerikanischer Skispringer

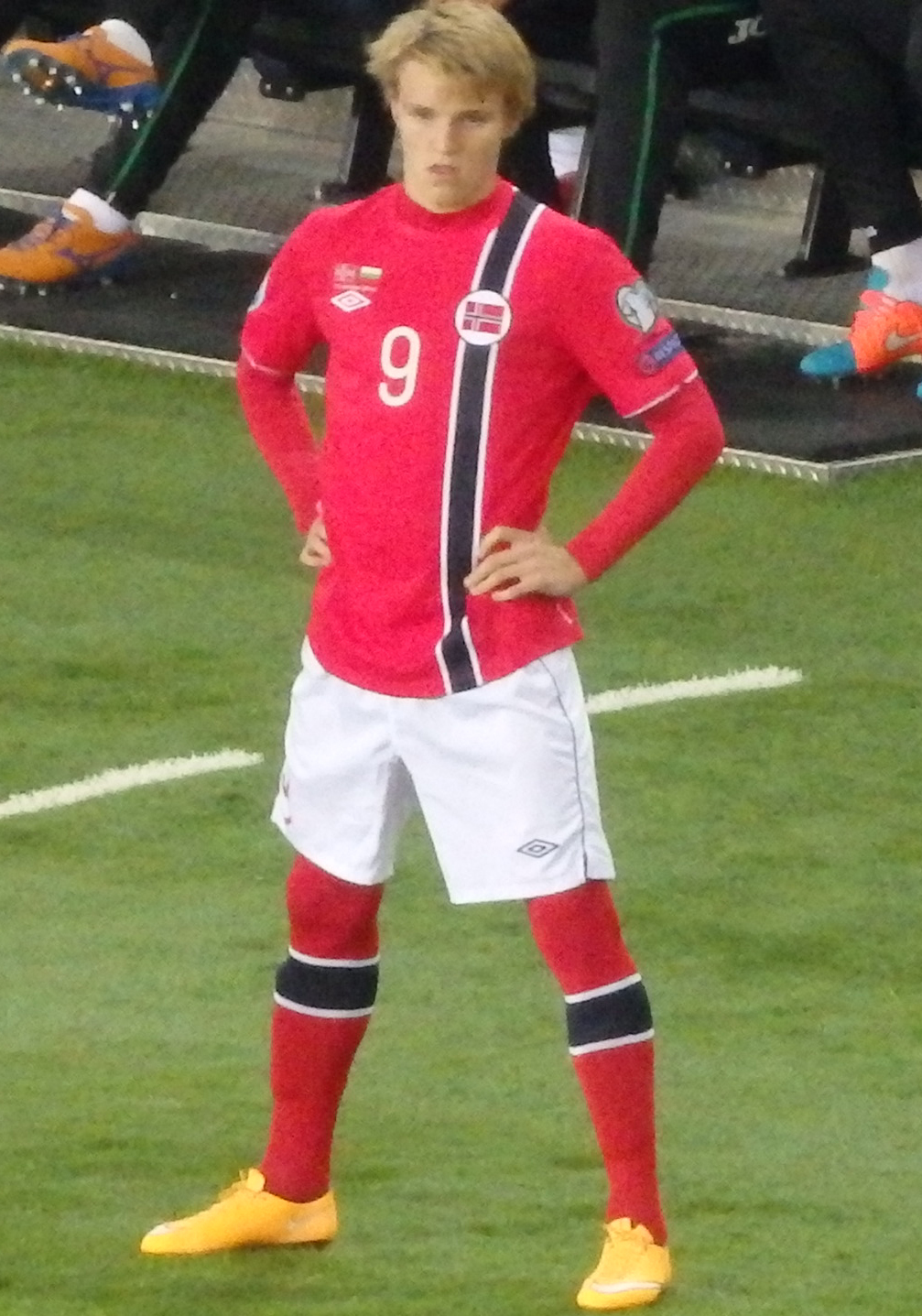
Martin Ødegaard (2014)

- 17. Dezember: Martin Ødegaard, norwegischer Fußballspieler
- 17. Dezember: Anthony Petrifke, deutscher Schauspieler
- 18. Dezember: Stephan Ambrosius, deutsch-ghanaischer Fußballspieler
- 18. Dezember: Silas Gnaka, ivorischer Fußballspieler
- 20. Dezember: Susanne Kreher, deutsche Skeletonpilotin
- 20. Dezember: Kylian Mbappé, französischer Fußballspieler
- 21. Dezember: Luisa Görlich, deutsche Skispringerin
- 22. Dezember: Genevieve Hannelius, US-amerikanische Schauspielerin und Musikerin
- 22. Dezember: Edgars Mise, lettischer Biathlet
- 23. Dezember: Andreas Alamommo, finnischer Skispringer
- 23. Dezember: Kaden Groves, australischer Radrennfahrer
- 27. Dezember: Ngawang Namgyel, bhutanischer Judoka
- 28. Dezember: Malika Auger-Aliassime, kanadische Tennisspielerin
- 28. Dezember: Jared Gilman, US-amerikanischer Schauspieler
- 28. Dezember: Djibo Idrissa Ousseini, nigrischer Leichtathlet
- 30. Dezember: Jake Doyle-Hayes, irischer Fußballspieler
- 30. Dezember: Neal Samanski, deutsch-kanadischer Eishockeyspieler
- 31. Dezember: Gianina Ernst, deutsch-schweizerische Skispringerin

### Tag unbekannt
- Nojoud Ali, jemenitische Menschenrechtlerin und Autorin
- Beritan Balci, deutsche Schauspielerin
- Vincent Borko, deutscher Synchronsprecher
- Arne-Carlos Böttcher, deutscher Schauspieler und Model
- Cleo-Johanna Budde, deutsche Schauspielerin
- Justus Czaja, deutscher Schauspieler
- Hannah Gharib, deutsche Schauspielerin
- Felix Jordan, deutscher Schauspieler
- Elsa Langnäse, deutsch-schweizerische Schauspielerin
- Bjarne Meisel, deutscher Schauspieler
- Marlina Mitterhofer, deutsche Schauspielerin
- Anton Nürnberg, deutscher Schauspieler
- Selina Ott, österreichische Trompeterin
- Nadja Sabersky, deutsche Schauspielerin
- Emilia Suárez, US-amerikanische Schauspielerin und Musikerin
- Berit Vander, deutsche Schauspielerin

## Gestorben
Dies ist eine Liste der bedeutendsten Persönlichkeiten, die 1998 verstorben sind. Für eine ausführlichere Liste siehe Nekrolog 1998.

### Januar
- 01. Januar: Gustl Angstmann, deutscher Schriftsteller und Fachbuchautor (* 1947)
- 01. Januar: Helen Wills Moody, US-amerikanische Tennisspielerin (* 1905)
- 02. Januar: Fred Naumetz, US-amerikanische American-Football-Spieler (* 1922)
- 03. Januar: Hans Sion, Kölner Bierbrauer (* 1911)
- 05. Januar: Sonny Bono, US-amerikanischer Sänger, Schauspieler und Politiker (* 1935)
- 05. Januar: Wilhelm Herz, deutscher Motorradrennfahrer, Motorradweltrekordhalter (1951) (* 1912)
- 06. Januar: Thomas Ellwein, deutscher Politologe (* 1927)
- 07. Januar: Richard Hamming, amerikanischer Mathematiker (* 1915)
- 07. Januar: Vladimir Prelog, jugoslawisch-schweizerischer Chemiker und Nobelpreisträger (* 1906)
- 08. Januar: Rudolf Sigl, Ordinarius und Direktor des Instituts für Astronomische und Physikalische Geodäsie (* 1928)
- 9. Januar: Fukui Ken’ichi, japanischer Chemiker und Nobelpreisträger (* 1918)
- 11. Januar: Miroslav Raichl, tschechischer Komponist und Musikpädagoge (* 1930)
- 12. Januar: Elke Lang, Regisseurin, Schauspielerin (* 1952)
- 12. Januar: Libuše Moníková, deutsch schreibende tschechische Schriftstellerin (* 1945)
- 13. Januar: Andrew C. Berry, US-amerikanischer Mathematiker (* 1906)
- 13. Januar: Lilianna Sinowjewna Lungina, sowjetische Literaturübersetzerin (* 1920)
- 15. Januar: Ahmed Oudjani, algerisch-französischer Fußballspieler (* 1937)
- 15. Januar: Junior Wells, US-amerikanischer Blues-Musiker (Mundharmonika) (* 1934)
- 16. Januar: Hermann Wedekind, Intendant (* 1910)
- 17. Januar: Cliffie Stone, US-amerikanischer Country-Musiker, Moderator und Produzent (* 1917)
- 19. Januar: Cornelis Kalkman, niederländischer Botaniker (* 1928)
- 19. Januar: Carl Perkins, US-amerikanischer Rockabilly-Musiker (* 1932)
- 20. Januar: Nino Pirrotta, italienischer Musikwissenschaftler und -pädagoge (* 1908)
- 21. Januar: Jack Lord, US-amerikanischer Schauspieler (* 1920)
- 22. Januar: Clyde Elmer Anderson, US-amerikanischer Politiker (* 1912)
- 22. Januar: Edward Ferdinand Arn, US-amerikanischer Jurist und Politiker (* 1906)
- 23. Januar: John Bridges, britischer Automobilrennfahrer (* 1936)
- 23. Januar: Hilla Limann, Präsident von Ghana (* 1934)
- 23. Januar: Alfredo Ormando, italienischer Schriftsteller (* 1958)
- 25. Januar: Peter Aschenbrenner, österreichischer Alpinist (* 1902)
- 25. Januar: Maurice Beerblock, belgischer Schauspieler und Regisseur (* 1930)
- 28. Januar: Shōtarō Ishinomori, japanischer Mangaka (* 1938)
- 28. Januar: Ernst Klett jr., deutscher Verleger (* 1911)
- 30. Januar: Samuel Eilenberg, polnischer Mathematiker (* 1913)

### Februar

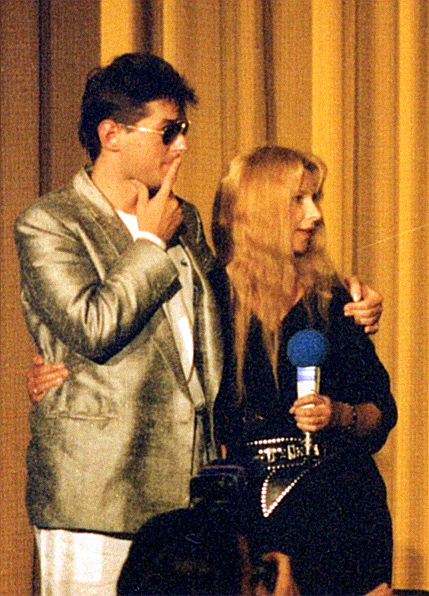
Falco (1986)

- 01. Februar: Marga Faulstich, deutsche Glaschemikerin (* 1915)
- 03. Februar: Fat Pat, US-amerikanischer Rapper (* 1970)
- 04. Februar: Paul Schachtschabel, deutscher Bodenkundler (* 1904)
- 06. Februar: Falco (bürgerlich Johann *Hans* Hölzel), österreichischer Sänger, Musiker (* 1957)
- 06. Februar: Oscar Thiffault, kanadischer Folksänger (* 1912)
- 06. Februar: Carl Wilson, US-amerikanischer Musiker (* 1946)
- 07. Februar: Gunther Baumann, deutscher Fußballspieler (* 1921)
- 8. Februar: Halldór Kiljan Laxness, isländischer Schriftsteller und Literaturnobelpreisträger (* 1902)
- 08. Februar: Enoch Powell, britischer Altphilologe und konservativer Politiker (* 1912)
- 10. Februar: Pablo Armitano, venezolanischer Trompeter, Militärkapellmeister und Musikpädagoge (* 1924)
- 12. Februar: Georges Riquier, französischer Schauspieler (* 1918)
- 15. Februar: Martha Gellhorn, US-amerikanische Schriftstellerin und Berichterstatterin (* 1908)
- 17. Februar: Rudolf Bielka, deutscher Agrarwissenschaftler und Hochschullehrer (* 1916)
- 17. Februar: Nicolas Bouvier, Schweizer Schriftsteller (* 1929)
- 17. Februar: Ernst Jünger, deutscher Schriftsteller und Publizist (* 1895)
- 19. Februar: Grandpa Jones, US-amerikanischer Country-Musiker (* 1913)
- 19. Februar: Charles Martin, britischer Automobilrennfahrer (* 1913)
- 19. Februar: Mancur Olson, Wirtschaftswissenschaftler (* 1932)
- 20. Februar: Wolfgang Arnold, österreichischer Schriftsteller (* 1921)
- 22. Februar: José María de Areilza, spanischer Diplomat und Politiker (* 1909)
- 24. Februar: Gerhard Kienbaum, deutscher Unternehmensberater (* 1919)
- 26. Februar: James Algar, US-amerikanischer Zeichentrickfilmer, Drehbuchautor, Filmregisseur und -produzent (* 1912)
- 26. Februar: Theodore William Schultz, amerikanischer Ökonom, Nobelpreisträger (* 1902)
- 26. Februar: Vico Torriani, Schweizer Schlagersänger, Schauspieler, Showmaster und Kochbuchautor (* 1920)
- 27. Februar: George Herbert Hitchings, US-amerikanischer Wissenschaftler und Nobelpreisträger für Medizin (* 1905)
- 27. Februar: Alice Rivaz, Schweizer Schriftstellerin (* 1901)
- 27. Februar: James Patrick Walsh, US-amerikanischer Schauspieler (* 1943)

### März
- 01. März: Walter Zuber Armstrong, US-amerikanischer Musiker, Komponist, Arrangeur und Hochschullehrer (* 1936)
- 01. März: Sabina Sesselmann, deutsche Schauspielerin (* 1936)
- 02. März: Marcus Adeney, kanadischer Cellist, Komponist, Musikpädagoge und Schriftsteller (* 1900)
- 04. März: Ossip K. Flechtheim, deutscher Jurist, Politikwissenschaftler und Begründer der Futurologie in Deutschland (* 1909)
- 06. März: Benjamin Bowden, britisch-US-amerikanischer Industrie-Designer (* 1906)
- 08. März: Peter Nilson, schwedischer Astronom und Romanautor (* 1937)
- 08. März: Ray Nitschke, US-amerikanischer American-Football-Spieler (* 1936)
- 09. März: Ulrich Schamoni, deutscher Filmregisseur und Medienunternehmer (* 1939)
- 12. März: Siegfried Seifert, deutscher Zoologe (* 1922)
- 13. März: Judge Dread, britischer Reggae- und Ska-Musiker (* 1945)
- 13. März: Hans von Ohain, einer der Väter des Strahltriebwerks (* 1911)
- 16. März: Sir Derek Harold Richard Barton, britischer Chemiker und Nobelpreisträger (* 1918)
- 16. März: Eugen Eckert, deutscher Bildhauer und Kunstmaler (* 1911)
- 16. März: Wolfgang Grönebaum, deutscher Schauspieler (* 1927)
- 17. März: Jacques Savoye, französischer Unternehmer und Automobilrennfahrer (* 1905)
- 18. März: Thomas Mitscherlich, deutscher Filmregisseur und Autor (* 1942)
- 19. März: Klaus Havenstein, deutscher Schauspieler, Kabarettist und Moderator (* 1922)
- 21. März: Milton Cruz, dominikanischer Pianist (* 1939)
- 21. März: Galina Sergejewna Ulanowa, russische Primaballerina (* 1910)
- 27. März: Nadija Andrianowa, ukrainische Autorin, Übersetzerin und Esperantistin (* 1921)
- 27. März: Ferry Porsche, deutsch-österreichischer Unternehmer (* 1909)
- 30. März: Michèle Arnaud, französische Chanson-Sängerin (* 1919)
- 31. März: Bella Abzug, US-amerikanische Politikerin und Frauenrechtlerin (* 1920)

### April

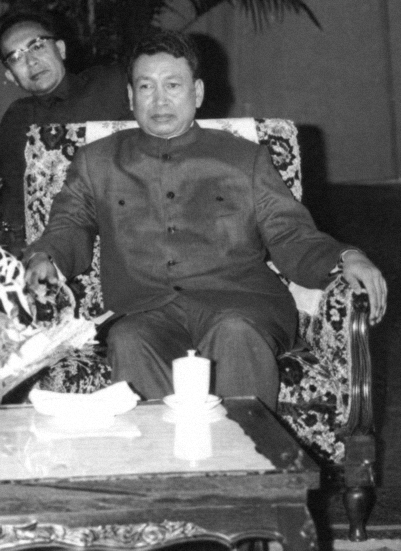
Pol Pot († 15. April)

- 03. April: Rob Pilatus, deutscher Sänger (* 1964)
- 03. April: Wolf Vostell, deutscher Künstler (* 1932)
- 05. April: Cozy Powell, britischer Rockmusiker, Schlagzeuger (* 1947)
- 06. April: Edgar Allen Ablowich, US-amerikanischer Hürdenläufer und Sprinter (* 1913)
- 06. April: Tammy Wynette, US-amerikanische Country-Sängerin (* 1942)
- 08. April: Annemarie Cordes, deutsche Schauspielerin und Synchronsprecherin (* 1918)
- 10. April: Tom Bullus, britischer Motorradrennfahrer (* 1907)
- 11. April: Francis Durbridge, britischer Schriftsteller (* 1912)
- 14. April: Jake Colhouer, US-amerikanischer American-Football-Spieler (* 1922)
- 14. April: Marthinus Steyn, südafrikanischer Richter und Generaladministrator von Südwestafrika (* 1920)
- 15. April: Rose Maddox, US-amerikanische Countrysängerin (* 1925)
- 15. April: Pol Pot, kambodschanischer Politiker, „Bruder Nr. 1“ der Roten Khmer (* 1928)
- 16. April: Kazimieras Antanavičius, litauischer Ökonom und Politiker (* 1937)
- 16. April: Fred Davis, Snookerspieler, 3-maliger Weltmeister (* 1913)
- 16. April: Marie-Louise Meilleur, kanadische Altersrekordlerin (* 1880)
- 17. April: Linda McCartney, US-amerikanische Musikerin und Ehefrau von Ex-Beatle Paul McCartney (* 1941)
- 19. April: Octavio Paz, mexikanischer Schriftsteller und Literaturnobelpreisträger (* 1914)
- 21. April: Ivan Chtcheglov, französischer Künstler, Aktivist und Dichter (* 1933)
- 22. April: Régine Pernoud, französische Mediävistin (* 1909)
- 23. April: Konstantinos Karamanlis, griechischer Politiker (* 1907)
- 23. April: James Earl Ray, US-amerikanischer Attentäter (* 1928)
- 25. April: Christian Mortensen, dänisch-US-amerikanischer Altersrekordhalter (* 1882)
- 27. April: Karlhans Paul Abel, deutscher klassischer Philologe (* 1919)
- 27. April: Van Linh Nguyen, vietnamesischer Revolutionär und Politiker (* 1915)
- 29. April: Mary Castle, US-amerikanische Schauspielerin (* 1931)
- 30. April: Roman Maciejewski, polnischer Komponist, Pianist und Dirigent (* 1910)

### Mai

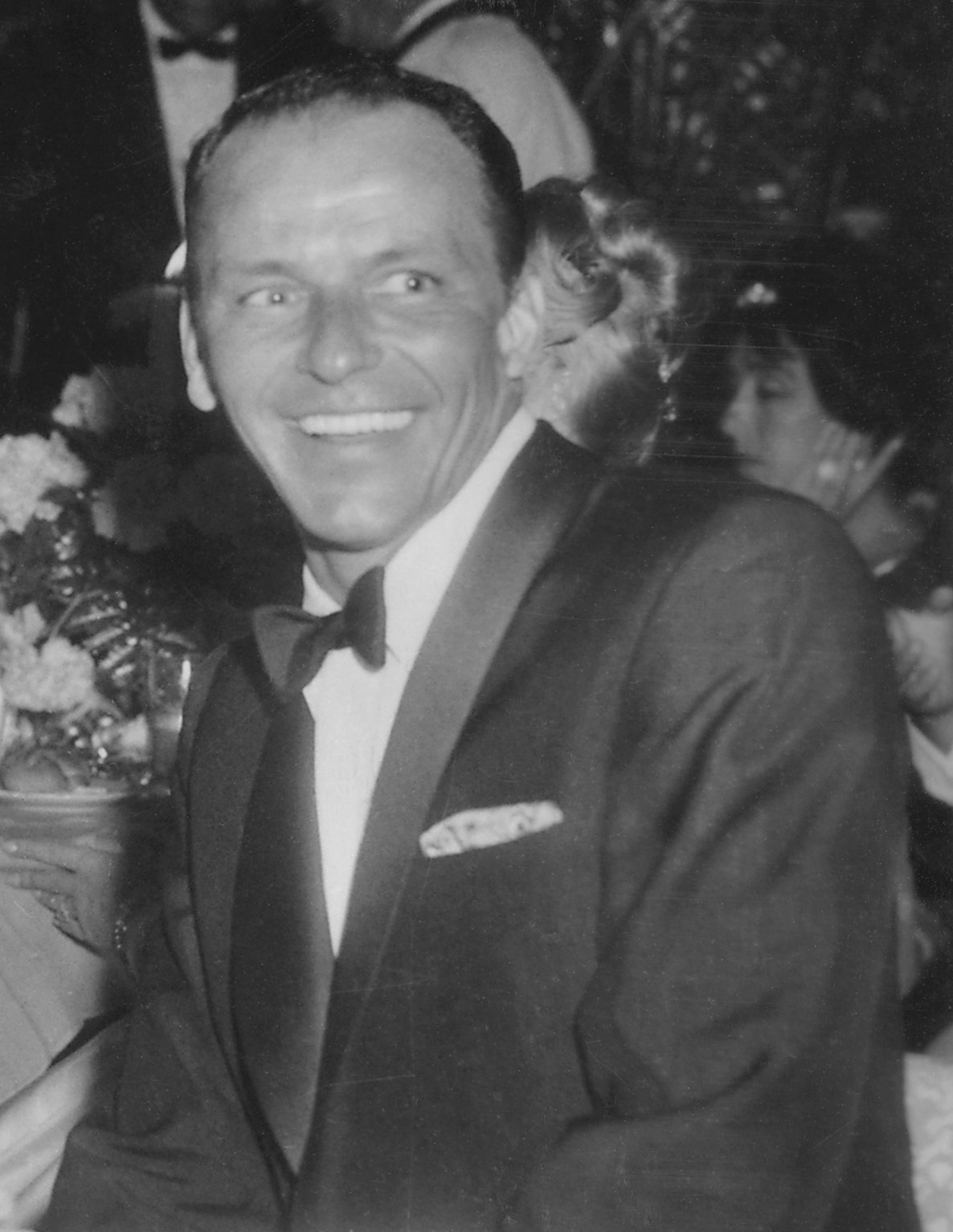
Frank Sinatra († 14. Mai)

- 01. Mai: Eldridge Cleaver, US-amerikanischer Schriftsteller und Mitbegründer der Black Panther (* 1935)
- 02. Mai: Hideto Matsumoto, Gitarrist und Gründungsmitglied der Band „X-Japan“ (* 1964)
- 03. Mai: René Acht, Schweizer Maler und Grafiker (* 1920)
- 03. Mai: Raimund Harmstorf, deutscher Schauspieler (* 1939)
- 03. Mai: Gerulf Pannach, deutscher Liedermacher und Texter vieler DDR-Rockbands (* 1948)
- 03. Mai: Gojko Šušak, kroatischer Verteidigungsminister (* 1945)
- 04. Mai: Alois Estermann, 31. Kommandant der Schweizergarde im Vatikan (* 1954)
- 04. Mai: Gerhard Jakob, deutscher Weihbischof (* 1933)
- 04. Mai: Theodor Oberländer, deutscher Politiker (* 1905)
- 05. Mai: Frithjof Schuon, Orientalist und Religionsphilosoph (* 1907)
- 06. Mai: Chatichai Choonhavan, zwischen 1988 und 1991 Premierminister von Thailand (* 1920)
- 06. Mai: Erich Mende, deutscher Jurist und Politiker (FDP und CDU) (* 1916)
- 07. Mai: Allan McLeod Cormack, südafrikanisch-US-amerikanischer Physiker und Nobelpreisträger für Medizin (* 1924)
- 07. Mai: Eddie Rabbitt, US-amerikanischer Countrysänger und Songwriter (* 1941)
- 08. Mai: Reece Shipley, US-amerikanischer Country-Musiker (* 1921)
- 09. Mai: Alice Faye, US-amerikanische Schauspielerin und Sängerin (* 1915)
- 11. Mai: Ernst Heinitz, deutscher Jurist und Rektor der FU Berlin (* 1902)
- 11. Mai: Ernst Ising, deutscher Mathematiker und Physiker (* 1900)
- 12. Mai: Hermann Lenz, deutscher Schriftsteller (* 1913)
- 14. Mai: Frank Sinatra, US-amerikanischer Schauspieler, Sänger und Entertainer (* 1915)
- 14. Mai: Kay Glasson Taylor, australische Schriftstellerin (* 1893)
- 15. Mai: Richard Jaeger, deutscher Politiker (* 1913)
- 19. Mai: Edwin Thomas Astley, britischer Filmkomponist (* 1922)
- 22. Mai: John Derek, US-amerikanischer Schauspieler, Filmregisseur und Kameramann (* 1926)
- 23. Mai: Jock Lawrence, britischer Automobilrennfahrer (* 1921)
- 29. Mai: Barry Goldwater, US-amerikanischer Politiker (* 1909)
- 30. Mai: Klaus Hashagen, deutscher Komponist (* 1924)
- 30. Mai: Greta Kraus, kanadische Pianistin, Cembalistin und Musikpädagogin (* 1907)
- 31. Mai: Lotti Huber, deutsche Schauspielerin, Sängerin, Tänzerin (* 1912)
- 31. Mai: Stanisław Wisłocki, polnischer Komponist, Dirigent und Musikpädagoge (* 1921)

### Juni
- 01. Juni: Gottfried Dienst, Schweizer Schiedsrichter (* 1919)
- 03. Juni: Poul Bundgaard, dänischer Schauspieler und Sänger (* 1922)
- 04. Juni: Philippe Charbonneaux, französischer Automobildesigner (* 1917)
- 06. Juni: Svend S. Schultz, dänischer Komponist und Dirigent (* 1913)
- 08. Juni: Sani Abacha, General und Militärdiktator von Nigeria (* 1943)
- 08. Juni: Philippe Alexandre Autexier, französischer Musikwissenschaftler (* 1954)
- 08. Juni: Hanna Lachertowa, polnische Pianistin und Musikpädagogin (* 1910)
- 10. Juni: Fernando Germani, italienischer Organist, Komponist und Orgelpädagoge (* 1906)
- 11. Juni: Thomas Abernethy, US-amerikanischer Politiker (* 1903)
- 13. Juni: Lúcio Costa, brasilianischer Architekt und Stadtplaner (* 1902)
- 13. Juni: Birger Ruud, norwegischer Skispringer (* 1911)
- 15. Juni: Hartmut Boockmann, deutscher Historiker (* 1934)
- 17. Juni: Joachim Nottke, deutscher Autor, Schauspieler und Synchronsprecher (* 1928)
- 18. Juni: Raynald Martin, Schweizer evangelischer Geistlicher (* 1906)
- 19. Juni: Alci Sánchez, venezolanischer Sänger (Geburtsjahr unbekannt)
- 20. Juni: Ernst Brugger, Schweizer Politiker (* 1914)
- 20. Juni: Heinz Ditgens, deutscher Fußballspieler (* 1914)
- 20. Juni: Bobby Gimby, kanadischer Bandleader, Trompeter und Songwriter (* 1918)
- 21. Juni: Gerhard Gundermann, deutscher Liedermacher (* 1955)
- 22. Juni: Klaus Piontek, deutscher Schauspieler (* 1935)
- 23. Juni: Per Anders Fogelström, schwedischer Schriftsteller (* 1917)
- 23. Juni: Ida Krottendorf, österreichische Schauspielerin (* 1927)
- 29. Juni: Horst Jankowski, deutscher Jazzpianist und Bandleader (* 1936)
- 29. Juni: Frank Rowlett, US-amerikanischer Mathematiker und Kryptologe (* 1908)

### Juli
- 01. Juli: Francis Ambrière, französischer Schriftsteller und Romanist (* 1907)
- 03. Juli: George Lloyd, britischer Komponist (* 1913)
- 04. Juli: Peter Monteverdi, Schweizer Autobauer und Vater der Automarke Monteverdi (* 1934)
- 05. Juli: Sid Luckman, US-amerikanischer American-Football-Spieler (* 1916)
- 06. Juli: Roy Rogers, US-amerikanischer Schauspieler (* 1911)
- 07. Juli: Ignace Abdo Khalifé, libanesischer Bischof in Australien (* 1914)
- 08. Juli: Jacques Normand, kanadischer Sänger und Entertainer (* 1922)
- 12. Juli: James Corbitt Morris, US-amerikanischer Songwriter und Musiker (* 1907)
- 13. Juli: Watkins Moorman Abbitt, US-amerikanischer Politiker (* 1908)
- 14. Juli: John Béchervaise, australischer Schriftsteller, Lehrer, Bergsteiger und Forschungsreisender (* 1910)
- 14. Juli: Mark Lasarewitsch Gallai, sowjetischer Testpilot und Ingenieur (* 1914)
- 14. Juli: Herman D. Koppel, dänischer Pianist und Komponist (* 1908)
- 14. Juli: Karl Schirdewan, Politiker der DDR (* 1907)
- 15. Juli: Karl-Heinz Hiersemann, deutscher Politiker (* 1944)
- 22. Juli: Hermann Prey, deutscher Bariton (* 1929)
- 22. Juli: Antonio Saura, spanischer Maler (* 1930)
- 23. Juli: Jan Beenakker, niederländischer Physiker (* 1926)
- 23. Juli: Djibril Diop Mambéty, senegalesischer Schauspieler (* 1945)
- 24. Juli: Augustin Augustinović, kroatischer Ordenspriester, Missionar und Schriftsteller (* 1917)
- 25. Juli: Ludwig Acker, deutscher Chemiker und Lebensmittelchemiker (* 1913)
- 25. Juli: Tal Farlow, US-amerikanischer Jazz-Gitarrist (* 1921)
- 28. Juli: William McChesney Martin, US-amerikanischer Notenbankchef (* 1906)
- 28. Juli: Consalvo Sanesi, italienischer Automobilrennfahrer (* 1911)

### August
- 01. August: Len Duncan, US-amerikanischer Automobilrennfahrer (* 1911)
- 02. August: Mapy Cortés, puerto-ricanische Schauspielerin (* 1910)
- 02. August: Arnold Verhoeven, deutscher Politiker (* 1905)
- 03. August: Alfred Schnittke, deutsch-russischer Komponist und Pianist (* 1934)
- 04. August: Juri Artjuchin, sowjetischer Luftwaffenoffizier und Kosmonaut (* 1930)
- 04. August: Carmen Delia Dipiní, puerto-ricanische Sängerin (* 1927)
- 05. August: Bernhard Achterberg, deutscher Psychologe, Psychotherapeut und Hochschullehrer (* 1945)

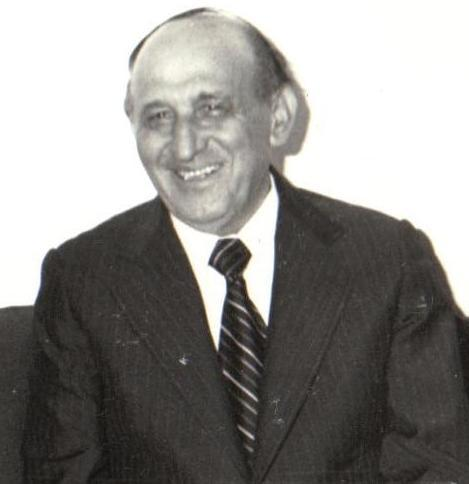
Todor Schiwkow († 5. August)

- 05. August: Todor Schiwkow, bulgarischer kommunistischer Politiker (* 1911)
- 06. August: Leo Aario, finnischer Geograph und Geologe (* 1906)
- 06. August: André Weil, französischer Mathematiker (* 1906)
- 07. August: Víctor Cruz, kubanischer Sänger, Bassist und Komponist (* 1908)
- 08. August: László Szabó, ungarischer Schachspieler (* 1917)
- 10. August: Albert Schöchle, deutscher Gärtner und Sachbuchautor (* 1905)
- 11. August: Caro Lamoureux, kanadische Sängerin (* 1904)
- 12. August: Ida Krehm, kanadische Pianistin, Dirigentin und Musikpädagogin (* 1912)
- 13. August: Alfred Abegg, Schweizer Politiker (* 1914)
- 13. August: Julien Green, französischer Schriftsteller (* 1900)
- 13. August: Franz Ott, deutscher Politiker (* 1910)
- 14. August: Hans-Joachim Kulenkampff, deutscher Schauspieler und Fernsehmoderator (* 1921)
- 14. August: August Seeling, Oberbürgermeister von Duisburg (* 1906)
- 16. August: Einar Heimisson, isländischer Schriftsteller (* 1966)
- 18. August: Annemarie in der Au, deutsche Schriftstellerin (* 1924)
- 18. August: Otto Wichterle, tschechischer Chemiker (* 1913)
- 19. August: Hellmut Andics, österreichischer Journalist und Autor (* 1922)
- 19. August: Wassili Alexandrowitsch Archipow, sowjetischer Marineoffizier (* 1926)
- 21. August: Alfons Fleischmann, deutscher Theologe und Universitätsprofessor (* 1907)
- 21. August: Norman Symonds, kanadischer Komponist, Klarinettist, Saxophonist und Bandleader (* 1920)
- 24. August: E. G. Marshall, US-amerikanischer Schauspieler (* 1914)
- 26. August: Tamura Ryūichi, japanischer Lyriker (* 1923)
- 31. August: Pierre Durand, französischer Komponist und Musikpädagoge (* 1935)

### September
- 01. September: Franz Scholz, Priester und Theologe (* 1909)
- 01. September: Theo Schuster, deutscher Schachmeister und Schachjournalist (* 1911)
- 02. September: Allen Drury, US-amerikanischer Journalist und Schriftsteller (* 1918)
- 02. September: Charles A. Ferguson, US-amerikanischer Sprachwissenschaftler (* 1921)
- 03. September: Friedrich Körner, deutscher General (* 1921)
- 03. September: Wilhelm Traub, deutscher Politiker (* 1914)
- 04. September: Inge Aicher-Scholl, Kulturschaffende und Schriftstellerin; Schwester der Geschwister Scholl (* 1917)
- 04. September: Hans Brenner, österreichischer Schauspieler (* 1938)
- 05. September: Leo Penn, US-amerikanischer Filmregisseur, Drehbuchautor und Filmproduzent (* 1921)
- 05. September: Hotta Yoshie, japanischer Schriftsteller (* 1918)
- 06. September: Akira Kurosawa, japanischer Regisseur (* 1910)
- 08. September: Leonid Kinskey, russisch-US-amerikanischer Schauspieler (* 1903)
- 09. September: Lucio Battisti, italienischer Sänger (* 1943)
- 09. September: Heinz Haffter, Schweizer klassischer Philologe (* 1905)

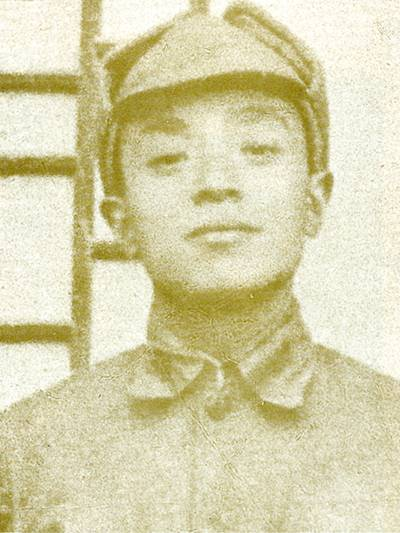
Yang Shangkun, Foto aus den 1940er Jahren

- 12. September: Kurt Wölfflin, österreichischer Schriftsteller (* 1934)
- 13. September: Alois Grillmeier, katholischer Theologe, Geistlicher (SJ) und Kardinal (* 1910)
- 14. September: Laten Johnny Adams, US-amerikanischer Blues-Sänger (* 1932)
- 14. September: Fred Korth, US-amerikanischer Jurist und Politiker (* 1909)
- 14. September: Yang Shangkun, Präsident der VR China (* 1907)
- 16. September: Heinrich Appelt, österreichischer Historiker und Diplomatiker (* 1910)
- 17. September: Gustav Nezval, tschechischer Schauspieler (* 1907)
- 18. September: Kurt Hager, Mitglied des Zentralkomitees und des Politbüros des ZK der SED (* 1912)
- 19. September: Patricia Hayes, britische Komikerin und Schauspielerin (* 1909)

Florence Griffith-Joyner

- 21. September: Florence Griffith-Joyner, US-amerikanische Leichtathletin und Olympiasiegerin (* 1959)
- 24. September: José Mangual, puerto-ricanischer Perkussionist (* 1924)
- 26. September: Betty Carter, US-amerikanische Jazzsängerin (* 1929)
- 29. September: Mario Cavagnaro, peruanischer Singer-Songwriter (* 1926)
- 29. September: Paul Keller, Schweizer Autorennfahrer (* 1938)
- 000September: Karl-Heinz Wachsmuth, deutscher Brigadegeneral des Heeres der Bundeswehr (* 1918)

### Oktober

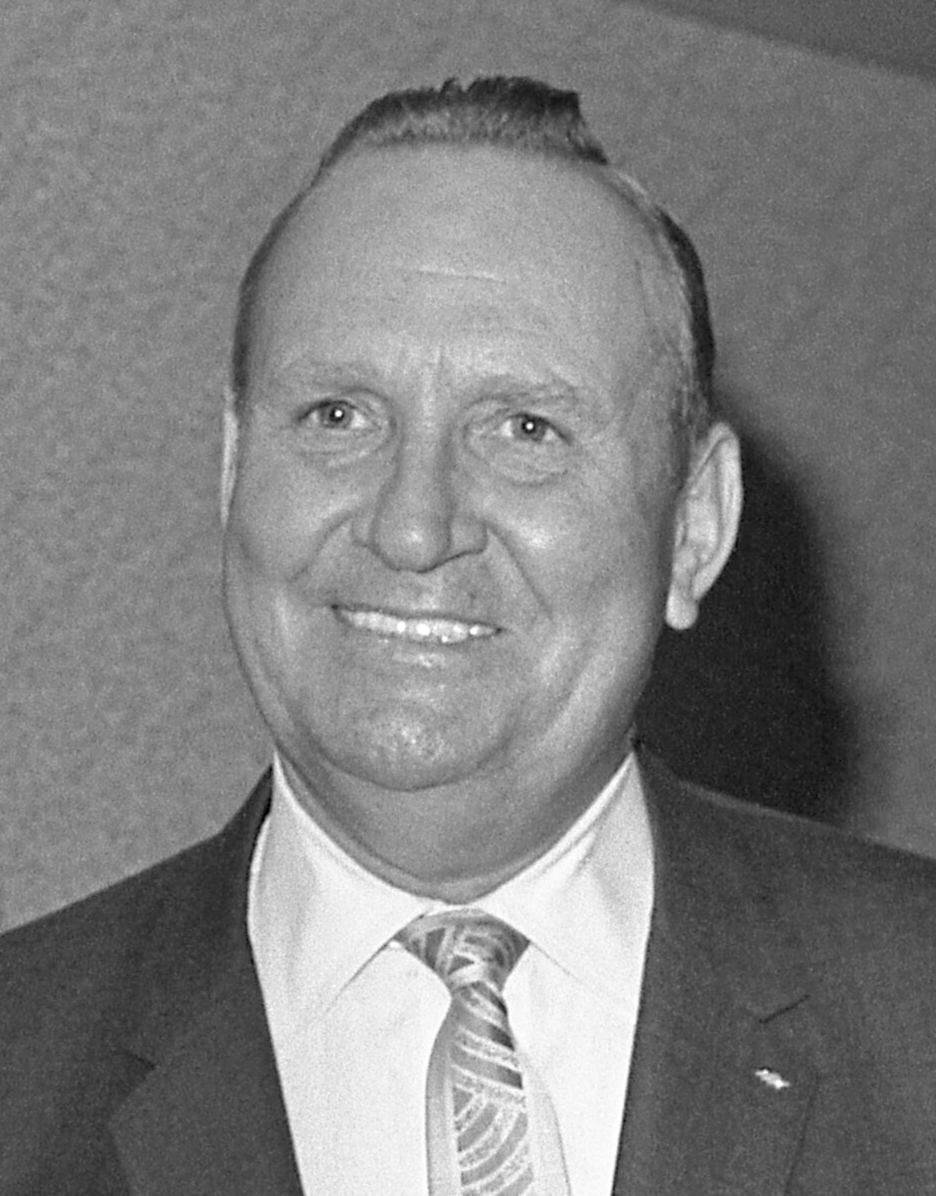
Gene Autry († 2. Oktober)

- 01. Oktober: Pauline Julien, kanadische Sängerin und Schauspielerin (* 1928)
- 02. Oktober: Gene Autry, US-amerikanischer Country-Sänger und Schauspieler (* 1907)
- 02. Oktober: Dondi, US-amerikanischer Graffitikünstler (* 1961)
- 04. Oktober: Jean-Pascal Delamuraz, Schweizer Politiker (* 1936)
- 04. Oktober: Tony Shelly, neuseeländischer Automobilrennfahrer (* 1937)
- 05. Oktober: Jacques Abram, US-amerikanischer Pianist und Musikpädagoge (* 1915)
- 06. Oktober: Alexander Gray, kanadischer Sänger und Musikpädagoge (* 1929)
- 07. Oktober: Arnold Jacobs, US-amerikanischer Musiker (* 1915)
- 10. Oktober: Clark M. Clifford, US-amerikanischer Politiker (* 1906)
- 12. Oktober: Jürgen Walther Ludwig Aschoff, deutscher Biologe und Verhaltensphysiologe (* 1913)
- 12. Oktober: Jan Corazolla, deutscher Dirigent und Cellist (* 1931)
- 12. Oktober: Bernhard Minetti, deutscher Schauspieler (* 1905)
- 13. Oktober: Ion Cubicec, salvadorianischer Musikpädagoge und Komponist (* 1917)
- 15. Oktober: Rolf Agop, deutscher Dirigent und Hochschullehrer (* 1908)
- 16. Oktober: Jonathan Postel, Internet-Pionier (* 1943)
- 17. Oktober: Antonio Agri, argentinischer Tangoviolinist (* 1932)
- 17. Oktober: Joan Hickson, britische Schauspielerin (* 1906)
- 18. Oktober: Erhard Theodor Astler, deutscher Maler, Grafiker und Zeichner (* 1914)
- 20. Oktober: Gerhard Jahn, deutscher Politiker (* 1927)
- 20. Oktober: Franz Tumler, österreichischer Schriftsteller (* 1912)
- 21. Oktober: Walter Schmiele, deutscher freier Schriftsteller und Übersetzer (* 1909)
- 22. Oktober: Eric Ambler, britischer Schriftsteller (* 1909)
- 25. Oktober: Heinz Maegerlein, deutscher Sportjournalist und Fernsehmoderator (* 1911)
- 28. Oktober: Ted Hughes, britischer Schriftsteller (* 1930)
- 29. Oktober: Anthony J. Celebrezze, US-amerikanischer Politiker (* 1910)
- 30. Oktober: Bulldog Turner, US-amerikanischer American-Football-Spieler und -Trainer (* 1919)

### November
- 01. November: Augusto Magli, italienischer Fußballspieler (* 1923)
- 04. November: Walter Bargatzky, Staatssekretär und Präsident des deutschen Roten Kreuzes (* 1910)
- 05. November: Anna Henkel-Grönemeyer, deutsche Schauspielerin (* 1953)
- 06. November: Mohammed Taki Abdoulkarim, Präsident der Komoren (* 1936)
- 06. November: Louis Lucien Lepoix, französischer Industrie- und Fahrzeugdesigner (* 1918)
- 06. November: Niklas Luhmann, deutscher Soziologe (* 1927)
- 06. November: Elias Nijmé, syrischer Erzbischof (* 1920)
- 06. November: Johfra Bosschart, niederländischer Künstler (* 1919)
- 07. November: Luis Carlos Meyer, kolumbianischer Sänger und Komponist (* 1916)
- 08. November: Jean Marais, französischer Schauspieler (* 1913)
- 09. November: Roman Cycowski, Mitglied der Comedian Harmonists (* 1901)
- 11. November: Frank Brimsek, US-amerikanischer Eishockeyspieler (* 1913)
- 12. November: Gwendolyn Koldofsky, kanadische Pianistin und Musikpädagogin (* 1906)
- 19. November: Earl Kim, US-amerikanischer Komponist und Musikpädagoge (* 1920)
- 19. November: Rudolf Rumetsch, deutscher Verwaltungsjurist, Landrat und Ministerialbeamter (* 1921)
- 21. November: Tadeusz Paciorkiewicz, polnischer Komponist und Musikpädagoge (* 1916)
- 21. November: Peter Suter, Schweizer Architekt (* 1914)
- 22. November: Rolando Laserie, kubanischer Sänger (* 1923)
- 23. November: Ingeborg Feustel, deutsche Schriftstellerin (* 1926)
- 24. November: Hans Otto Bäumer, deutscher Politiker (* 1926)
- 24. November: Robert Walshaw, britischer Autorennfahrer (* 1919)
- 25. November: Erich Eyermann, deutscher Jurist (* 1906)
- 25. November: Nelson Goodman, US-amerikanischer Philosoph (* 1906)
- 28. November: Hemaiag Bedros XVII. Guedikian, Patriarch von Kilikien (* 1905)
- 28. November: Hans Mohl, deutscher Fernsehjournalist (* 1928)
- 29. November: Maurice Gatsonides, niederländischer Automobilrennfahrer und Unternehmer (* 1911)

### Dezember

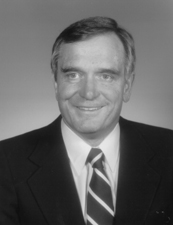
Lawton Chiles

- 01. Dezember: Bertil Nordahl, schwedischer Fußballspieler (* 1917)
- 02. Dezember: Theodora Mead Abel, US-amerikanische Psychologin (* 1899)
- 03. Dezember: Paolo Enrico Arias, italienischer Klassischer Archäologe (* 1907)
- 03. Dezember: Graham Townsend, kanadischer Fiddler, Mandolinist, Pianist und Komponist (* 1942)
- 06. Dezember: César Baldaccini, französischer Bildhauer und Plastiker (* 1921)
- 06. Dezember: Georges Borgeaud, schweizerischer Schriftsteller (* 1914)
- 06. Dezember: Max Eckard, deutscher Schauspieler (* 1914)
- 07. Dezember: John Addison, britischer Komponist (* 1920)
- 07. Dezember: Martin Rodbell, US-amerikanischer Biochemiker und Nobelpreisträger (* 1925)
- 07. Dezember: Paul Tholey, deutscher Psychologe (* 1937)
- 09. Dezember: Klaus Matthiesen, deutscher Politiker (* 1941)
- 11. Dezember: Chucho Sanoja, venezolanischer Komponist, Arrangeur, Orchesterleiter und Pianist (* 1926)
- 11. Dezember: Anton Stankowski, deutscher Grafiker (* 1906)
- 11. Dezember: Max Streibl, bayerischer Politiker (* 1932)
- 12. Dezember: Lawton Chiles, US-amerikanischer Politiker (* 1930)
- 12. Dezember: Mo Udall, US-amerikanischer Politiker (* 1922)
- 14. Dezember: Margot Schürmann, deutsche Architektin (* 1924)
- 15. Dezember: Friedrich Jahn, österreichischer Gastronom und Gründer der Wienerwald-Kette (* 1923)
- 16. Dezember: Clay Blair, US-amerikanischer Historiker und Sachbuchautor (* 1925)
- 16. Dezember: William Gaddis, US-amerikanischer Schriftsteller (* 1922)
- 16. Dezember: Jean de Montrémy, französischer Automobilrennfahrer und Rennwagenkonstrukteur (* 1913)
- 20. Dezember: Sir Alan Lloyd Hodgkin, britischer Physiologe, Biophysiker und Nobelpreisträger (* 1914)
- 22. Dezember: Eric Alfons Arnlind, schwedischer Schachspieler (* 1922)
- 23. Dezember: Quirin Amper Jr., deutscher Komponist (* 1935)
- 24. Dezember: Syl Apps, kanadischer Eishockeyspieler (* 1915)
- 25. Dezember: John Pulman, englischer Snookerspieler (* 1923)
- 27. Dezember: Ricardo Tormo, spanischer Motorradrennfahrer (* 1952)
- 28. Dezember: Werner Müller, deutscher Autor, Komponist, Dirigent und Orchesterleiter (* 1920)
- 31. Dezember: Ernst Ferber, deutscher General (* 1914)
- 000Dezember: Paul Apak Angilirq, kanadischer Drehbuchautor und Filmproduzent (* 1954)

### Datum unbekannt
- Ibrahim Helmi Abdel-Rahman, ägyptischer Astrophysiker und UNIDO-Exekutivdirektor (* 1919)
- Klaus Abramowsky, deutscher Schauspieler und Synchronsprecher (* 1933)
- Meir Agassi, israelischer Autor und Dichter (* 1947)
- Herbert Agricola, deutscher Maler, Grafiker und Plakatkünstler (* 1912)
- Fritz Arend, deutscher Maler, Glasmaler und Bildwirker (* 1937)
- Walter William Hector Ash, britischer Konteradmiral (* 1906)
- Hal Evans, britischer Komponist, Arrangeur, Pianist und Dirigent (* 1906)
- Hein Thorn Prikker, deutscher Motorradrennfahrer (* 1911)
- Edmund Sundhoff, deutscher Wirtschaftswissenschaftler (* 1912)
- Rolf Wohlgemuth, deutscher Schriftsteller und Hörspielautor (* 1925)

## Wissenschaftspreise

### Nobelpreise
- Physik: Robert B. Laughlin, Horst L. Störmer und Daniel C. Tsui
- Chemie: Walter Kohn und John A. Pople
- Medizin: Robert F. Furchgott, Louis J. Ignarro und Ferid Murad
- Literatur: José Saramago
- Friedensnobelpreis: John Hume und David Trimble
- Wirtschaftswissenschaft: Amartya Sen

### Fields-Preis
- Richard Borcherds, für die Einführung von Vertexalgebren, Beweis der Mondschein-Vermutung über eine Beziehung der Monstergruppe zur j-Funktion und Entdeckung einer neuen Klasse automorpher unendlicher Produkte (Algebra, Theorie der automorphen Formen, Mathematische Physik)
- Timothy Gowers, für Beiträge zur Theorie der Banachräume, einfacherer Beweis eines Satzes von Szemerédi (Funktionalanalysis, Kombinatorik)
- Maxim Konzewitsch, für Schnitttheorien auf dem Modulraum von algebraischen Kurven, Konstruktion von Knoteninvarianten und einer Quantisierung von Poisson-Mannigfaltigkeiten, Methoden zur Abzählung rationaler algebraischer Kurven (Mathematische Physik, Algebraische Geometrie, Topologie)
- Curtis McMullen, für die Klärung einer Frage nach der iterativen Näherungslösung von Polynomgleichungen, Arbeiten zur Mandelbrot-Menge und zu den Julia-Mengen, Beitrag zu Thurstons Programm, hyperbolische Strukturen auf dreidimensionalen Mannigfaltigkeiten einzuführen (Komplexe Dynamik, Hyperbolische Geometrie)

### Turing Award
- Jim Gray, für Datenbanken und Transaktionsverarbeitung, und technische Führerschaft in der Systemimplementation von Prototypen zu kommerziellen Produkten.

## Sonstiges
- Der erste Freifallturm kommt als Fahrgeschäft in Deutschland auf die Volksfeste und auch das erste Mal auf das Münchener Oktoberfest.
- Die Anzahl der Mobilfunk-Telefon-Benutzer steigt in Deutschland sprunghaft an.
- Nokia bringt mit dem Modell „5110“ eines der bis heute erfolgreichsten Handymodelle überhaupt auf den Markt.